# Керенский, Александр Фёдорович
Алекса́ндр Фёдорович Ке́ренский (22 апреля (4 мая) 1881, Симбирск, Российская империя — 11 июня 1970, Нью-Йорк, США) — российский государственный и политический деятель, один из основателей Российской республики. Один из видных членов Временного правительства России, занимавший должность министра юстиции, военного и морского министра, а также возглавлявший его как министр-председатель с июля по ноябрь 1917 года.
Член партии социалистов-революционеров (эсеров). Заместитель председателя Петроградского совета рабочих и солдатских депутатов (12 марта — 9 ноября 1917). После большевистского вооружённого восстания и безуспешного выступления был вынужден снять с себя все полномочия и эмигрировал в июле 1918 года.

## Биография

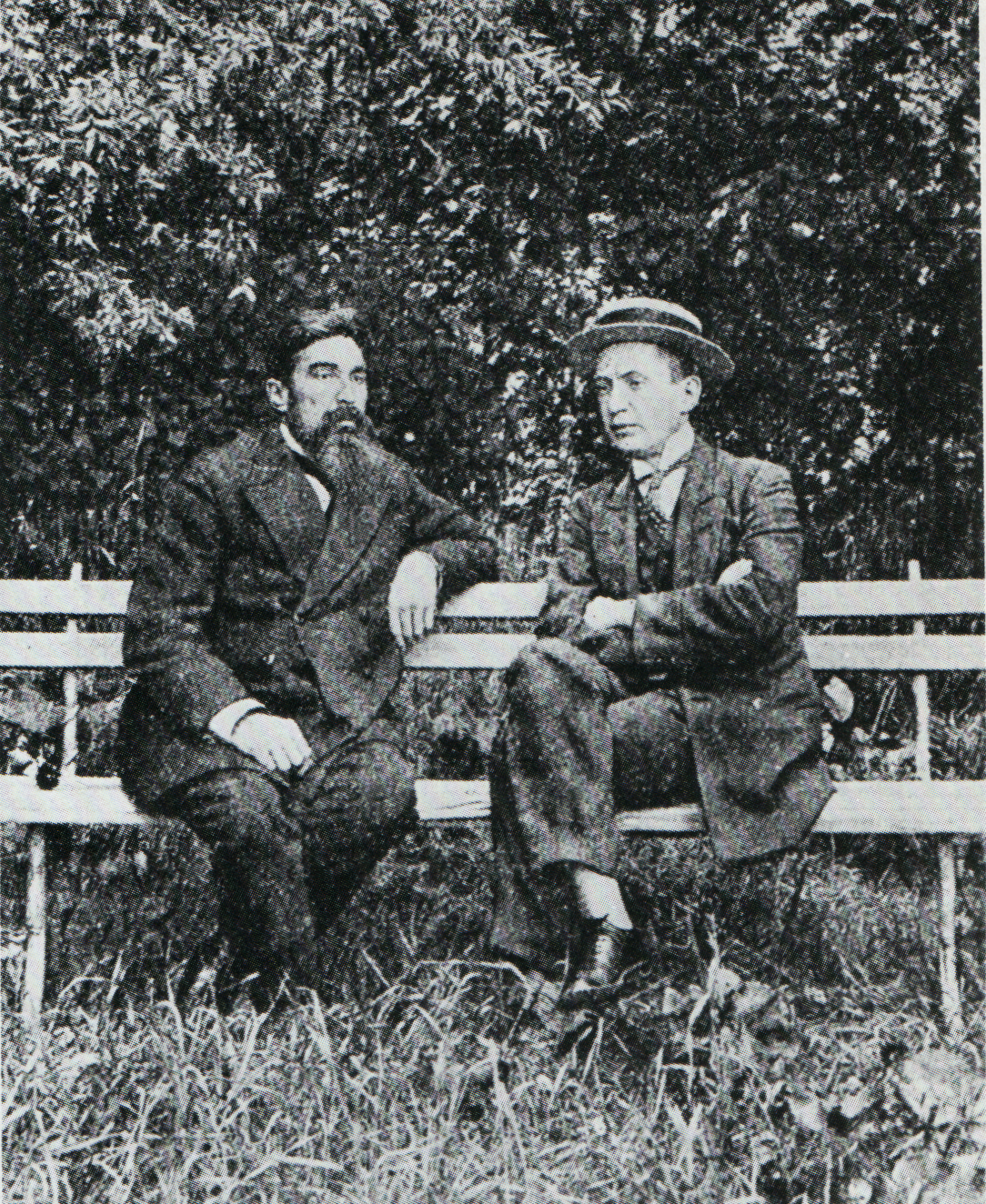
Депутаты IV Государственной думы Владимир Иванович Дзюбинский и Александр Фёдорович Керенский возле Таврического дворца, 1916 г.

### Детство, образование, воспитание, происхождение
С отцовской стороны предки Александра Керенского происходят из среды провинциального духовенства. Его дед Михаил Иванович с 1830 года служил священником в селе Керенка Городищенского уезда Пензенской губернии. От названия этого села и происходит фамилия Керенских, хотя сам Александр Керенский связывал её с уездным городом Керенском той же Пензенской губернии.
Младший сын Михаила Ивановича Фёдор хотя и окончил с отличием Пензенскую духовную семинарию (1859), не стал, как его старшие братья Александр и Григорий, священником. Проработав шесть лет в духовном и уездном училищах, он получил высшее образование на историко-филологическом факультете Казанского университета (1869) и затем преподавал русскую словесность, педагогику и латинский язык в различных учебных заведениях Казани.
В Казани Ф. М. Керенский женился на Надежде Адлер — дочери начальника топографического бюро Казанского военного округа. По отцовской линии Н. Адлер была дворянкой русско-немецкого происхождения, а по материнской — внучкой крепостного крестьянина, который ещё до отмены крепостного права сумел выкупиться на волю и впоследствии стал богатым московским купцом. Он оставил внучке значительное состояние. Разговоры о еврейском происхождении Керенского по материнской линии периодически возникали в антисемитских кругах как в предреволюционный период, так и в годы Гражданской войны и в эмиграции. Особенно популярна была версия, что «Керенский, сын австрийской еврейки Адлер, бывшей замужем (первым браком) за евреем Кирбисом, до крещения носил имя Арона. Овдовев, его мать вышла второй раз замуж за учителя Керенского». Но все эти слухи не соответствуют действительности.
В 1877—1879 годах Фёдор Керенский был директором Вятской мужской гимназии и в чине коллежского советника получил назначение на должность директора Симбирской мужской гимназии. Самым известным воспитанником Фёдора Керенского стал Владимир Ильич Ульянов — сын его начальника, директора симбирских училищ Ильи Николаевича Ульянова. Именно Фёдор Михайлович Керенский поставил ему единственную четвёрку (по логике) в аттестате золотого медалиста 1887 года. Семьи Керенских и Ульяновых в Симбирске связывали дружеские отношения, у них было много общего в образе жизни, положении в обществе, интересах, происхождении. Фёдор Михайлович, после того как умер Илья Николаевич Ульянов, принимал участие в жизни детей Ульяновых. В 1887 году, уже после того как был арестован и казнён Александр Ильич Ульянов, он дал брату революционера Владимиру Ульянову положительную характеристику для поступления в Казанский университет. В этом же году Ф. М. Керенский получил чин действительного статского советника, что давало право на потомственное дворянство.
В Симбирске в семье Керенских родились два сына — Александр и Фёдор (до них в Казани появлялись только дочери — Надежда, Елена, Анна). Саша, долгожданный сын, пользовался исключительной любовью родителей. 6 (18) июня 1881 года Сашу крестили в Тихвинской церкви Симбирска. В детстве он перенёс туберкулёз бедренной кости. После операции мальчик полгода был вынужден провести в постели и затем долгое время не снимал металлического, кованого сапога с грузом. По воспоминаниям самого Керенского, этот период для него стал тяжелым, но он старался посвятить себя прочтению книг, которые до болезни не хотел читать самостоятельно. К 1887 году болезнь Керенского отступила.
В мае 1889 года Фёдор Михайлович Керенский был назначен главным инспектором училищ Туркестанского края и с семьёй переехал в Ташкент. Восьмилетний Саша начал учиться в Ташкентской мужской гимназии, где был прилежным и успешным учеником. В старших классах у Александра была репутация воспитанного юноши, умелого танцора, способного актёра. Он с удовольствием принимал участие в любительских спектаклях, с особым блеском исполнял роль Хлестакова. В 1899 году Александр с золотой медалью окончил Ташкентскую гимназию и поступил на историко-филологический факультет Петербургского университета, а затем перевелся на юридический факультет.

### Политическая карьера

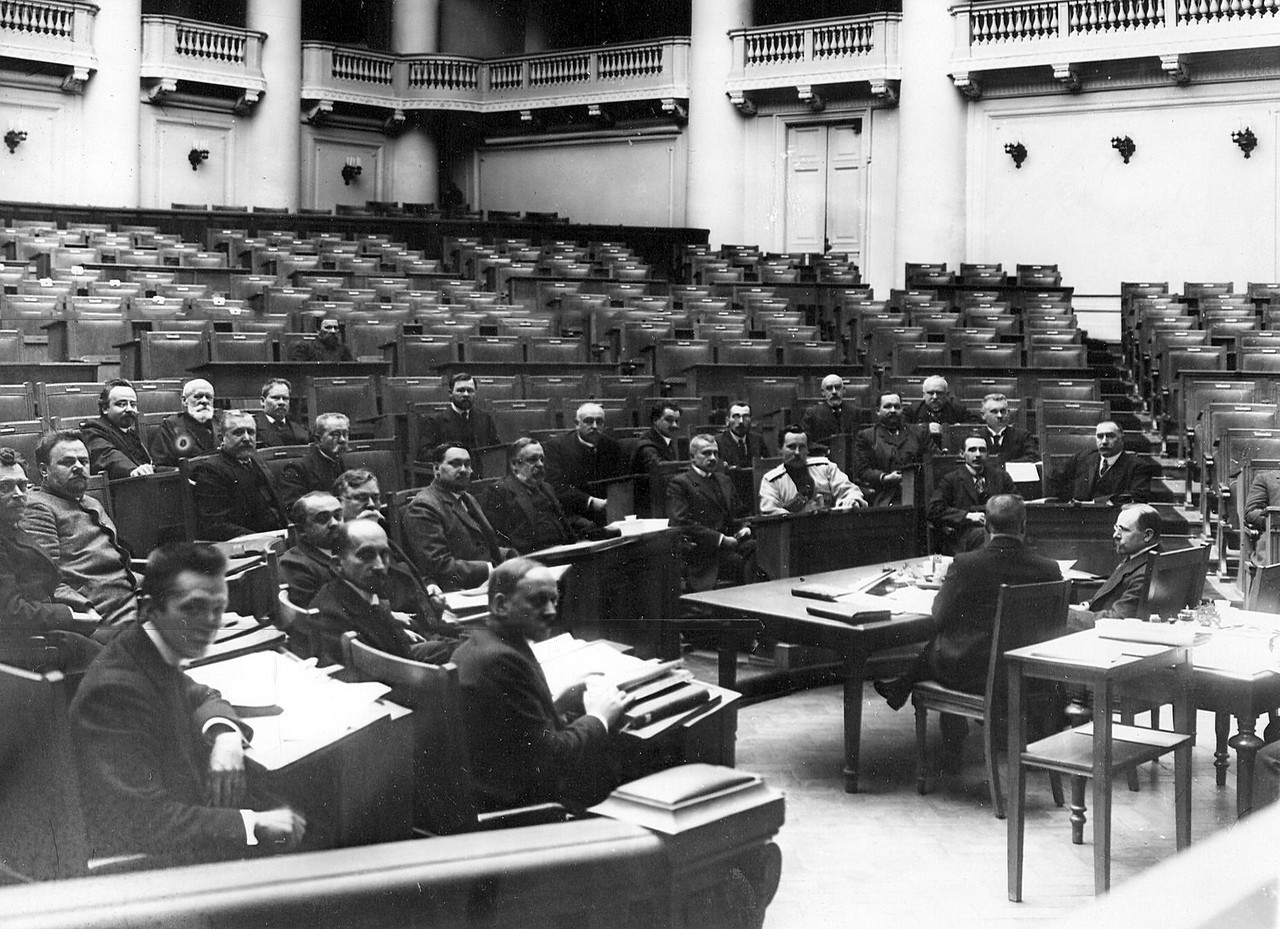
Александр Фёдорович Керенский (крайний слева) во время заседаний одной из комиссий в IV Государственной думе

Свою первую политическую речь произнес на студенческом собрании в конце второго курса университета. До того момента Керенский считался студентом с безупречной репутацией, но после выступления его вызвали к ректору университета, который предложил взять отпуск и пожить вместе с семьёй.
В декабре 1904 года стал помощником присяжного поверенного Н. А. Оппеля. Участвовал в комитете помощи жертвам событий 9 (22) января 1905 года, созданном объединением адвокатов. С октября 1905 года Керенский писал для революционного социалистического бюллетеня «Буревестник», который стала издавать «Организация вооружённого восстания». «Буревестник» стал одной из первых жертв полицейских репрессий: тираж восьмого (по другим данным — девятого) номера был конфискован. 23 декабря в квартире Керенского был произведён обыск, в ходе которого были найдены листовки «Организации вооружённого восстания» и револьвер, предназначавшийся для самообороны. В результате обыска был подписан ордер на арест по обвинению в принадлежности к боевой дружине эсеров. Керенский в предварительном заключении находился в Крестах до 5 (18) апреля 1906 года. Первое время ему не предъявляли обвинений, поэтому после того, как закончился законный срок задержания — 14 дней, — Керенский подал письмо помощнику прокурора Санкт-Петербургского окружного суда для выяснения обстоятельств задержания. Не получив их, начал голодовку. Ввиду изменения политического климата из-за созыва I Думы и за недостатком улик, был освобождён и выслан с женой и годовалым сыном Олегом в Ташкент. В середине августа 1906 года вернулся в Санкт-Петербург.
В октябре 1906 года по просьбе адвоката Николая Дмитриевича Соколова Керенский начал свою карьеру политического защитника в судебном процессе в Ревеле — защищал крестьян, разграбивших поместья остзейских баронов. Участвовал в ряде крупных политических процессов.
С 22 декабря 1909 (4 января 1910) года он стал присяжным поверенным в Санкт-Петербурге, а до этого был помощником присяжного поверенного.
В 1910 году был главным защитником на процессе туркестанской организации социалистов-революционеров, обвинявшихся в антиправительственных вооружённых акциях. Процесс для эсеров прошёл благополучно, адвокату удалось не допустить вынесения смертных приговоров.
В августе 1910 года защищал Николаева-Хури, Т.Н. в составе группы из 18 человек, обвиненных в причастности к экспроприациям в Казани и принадлежности к Казанской организации партии эсеров в 1906—1907 годах.
В начале 1912 года защищал на судебном процессе в Санкт-Петербурге участников армянской партии Дашнакцутюн. В 1912 году участвовал в общественной комиссии (так называемой «комиссии адвокатов») по расследованию расстрела рабочих на Ленских золотых приисках. Выступал в поддержку Менделя Бейлиса, в связи с чем подвергался судебному преследованию в ходе дела 25 адвокатов.

Фотография А. Ф. Керенского — члена Государственной думы Российской империи

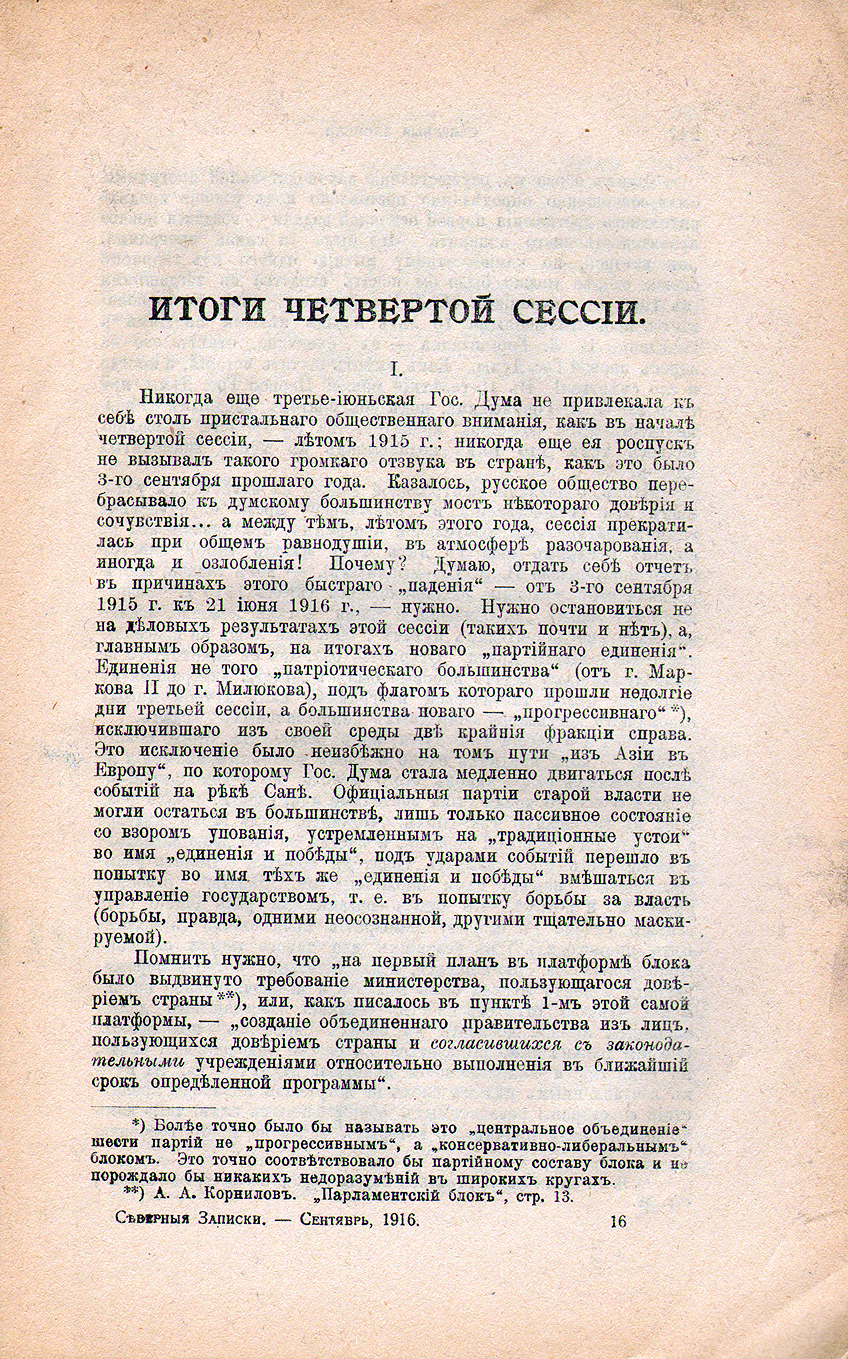
Керенский-публицист. Статья в журнале «Северные записки», 1916, сентябрь

В 1912 году стал членом масонской организации Великий восток народов России.
В июне 1913 года был избран председателем IV Всероссийского съезда работников торговли и промышленности.
В 1914 году по делу 25 адвокатов за оскорбление Киевской судебной палаты был приговорён к 8-месячному тюремному заключению. Однако, как действующий депутат, Керенский обладал неприкосновенностью, которая не была снята Государственной думой. По кассационной жалобе тюремное заключение было заменено запретом заниматься адвокатской практикой в течение 8 месяцев.
Был избран депутатом IV Государственной думы от города Вольска Саратовской губернии; поскольку же партия эсеров приняла решение бойкотировать выборы, формально вышел из этой партии и вступил во фракцию «трудовиков», которую возглавил в 1915 году. В думе выступал с критическими речами в адрес правительства и приобрёл славу одного из лучших ораторов левых фракций. Входил в бюджетную комиссию думы.
В 1915—1917 годах — генеральный секретарь Верховного совета Великого востока народов России — парамасонской организации, члены-основатели которой в 1910—1912 годах вышли из ложи «Возрождение» Великого востока Франции. Великий восток народов России не признавался другими масонскими великими ложами как масонская организация, так как приоритетной задачей для себя ставил политическую активность. Кроме Керенского в Верховный совет Великого востока народов России входили такие политические деятели, как Николай Семёнович Чхеидзе, Александр Исаевич Браудо, Сергей Дмитриевич Масловский-Мстиславский, Николай Виссарионович Некрасов, Сергей Дмитриевич Урусов и другие.
В июне-июле 1915 года совершил поездку по ряду городов Поволжья и Юга России.
В 1916 году по приказу председателя совета министров Бориса Владимировича Штюрмера в Туркестане началась мобилизация на тыловые работы 200 тысяч коренных жителей. До этого по законам Российской империи коренное население не подлежало призыву в армию. Указ о «реквизиции коренных жителей» вызвал восстание в Туркестане и Степном крае местного населения, которое было жестоко подавлено. Для расследования этих событий Государственная дума создала комиссию, которую возглавил Керенский. Изучив события на месте, он возложил вину за происшедшее на царское правительство, обвинил министра внутренних дел в превышении полномочий, потребовал привлечения к суду коррумпированных местных чиновников. Такие выступления создали Керенскому образ бескомпромиссного обличителя пороков царского режима, принесли популярность в среде либералов, создали репутацию одного из лидеров думской оппозиции. К 1917 году он уже был довольно известным политиком, также возглавлявшим фракцию «трудовиков» в Госдуме IV созыва. В своей думской речи 16 (29) декабря 1916 года он фактически призывал к свержению самодержавия, после чего императрица Александра Фёдоровна заявила, что «Керенского следует повесить» (по другим источникам — «Керенского следует повесить вместе с Гучковым»).
Николай Николаевич Суханов в своей фундаментальной работе «Записки о революции» сообщает, что до революции Керенский был под наблюдением Охранного отделения под кличкой «Скорый» из-за привычки бегать по улицам, на ходу запрыгивая в трамвай и спрыгивая обратно. Для слежки за ним полиции приходилось нанимать извозчика.
Историк Сергей Васильевич Утехин, лично хорошо знавший Керенского, как важный факт отмечал то, что «в 1916 году ему вырезали почку и в 1917-м почти всё время у него были сильные боли. Вы помните, наверное, что он был истеричный и в обморок падал? Так это он в обморок от болезни падал, он не выдерживал болей». Внук Керенского указывал, что из-за этой операции Керенский затем принимал внутривенный морфин на протяжении всего революционного периода.

### Февральская революция

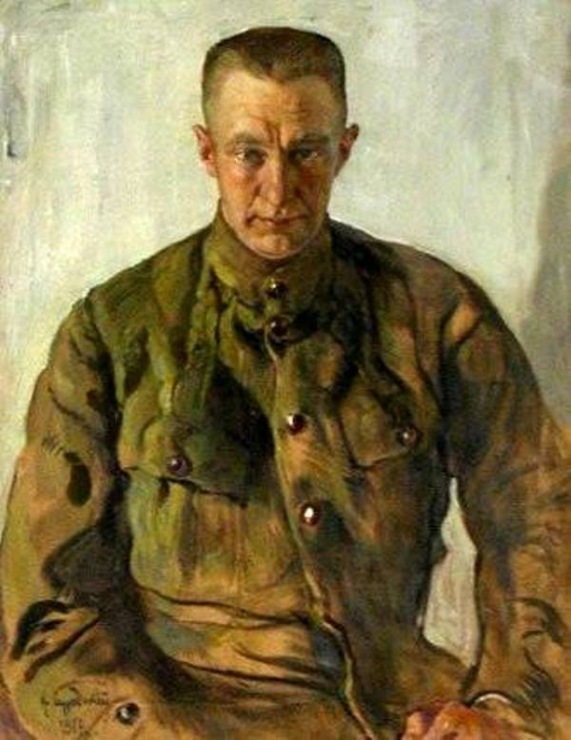
Портрет Керенского работы Исаака Израилевича Бродского

Взлёт Керенского к власти начался уже во время Февральской революции, которую он не только принял восторженно, но и с первых дней был активным её участником. Керенский 14 (27) февраля 1917 года в своей речи в Думе заявил: «Исторической задачей русского народа в настоящий момент является задача уничтожения средневекового режима немедленно, во что бы то ни стало… Как можно законными средствами бороться с теми, кто сам закон превратил в оружие издевательства над народом? С нарушителями закона есть только один путь борьбы — физического их устранения».
Председательствующий Родзянко прервал выступление Керенского вопросом, что он имеет в виду. Ответ последовал незамедлительно: «Я имею в виду то, что совершил Брут во времена Древнего Рима».
После того как в полночь с 26 на 27 февраля (12 марта) 1917 сессия Думы была прервана указом Николая II, Керенский на Совете старейшин думы 27 февраля призвал не подчиняться царской воле. В тот же день он вошёл в состав сформированного Советом старейшин Временного комитета Государственной думы и в состав Военной комиссии, руководившей действиями революционных сил против полиции. В февральские дни Керенский неоднократно выступал перед восставшими солдатами, принимал от них арестованных министров царского правительства, получал конфискованные в министерствах денежные средства и секретные бумаги.
В начале Февральской революции Керенский вступает в партию эсеров и был назначен представителем Петросовета в созданном в Думе революционном Временном комитете. 3 марта в составе думских представителей содействует отказу от власти великого князя Михаила Александровича.
Таким образом, в ходе Февральской революции Керенский оказывается одновременно в двух противостоящих органах власти: в качестве товарища (заместителя) председателя исполкома в первом составе Петросовета и в первом составе Временного правительства, сформированного на основе Временного комитета, в качестве министра юстиции.

### Министр юстиции

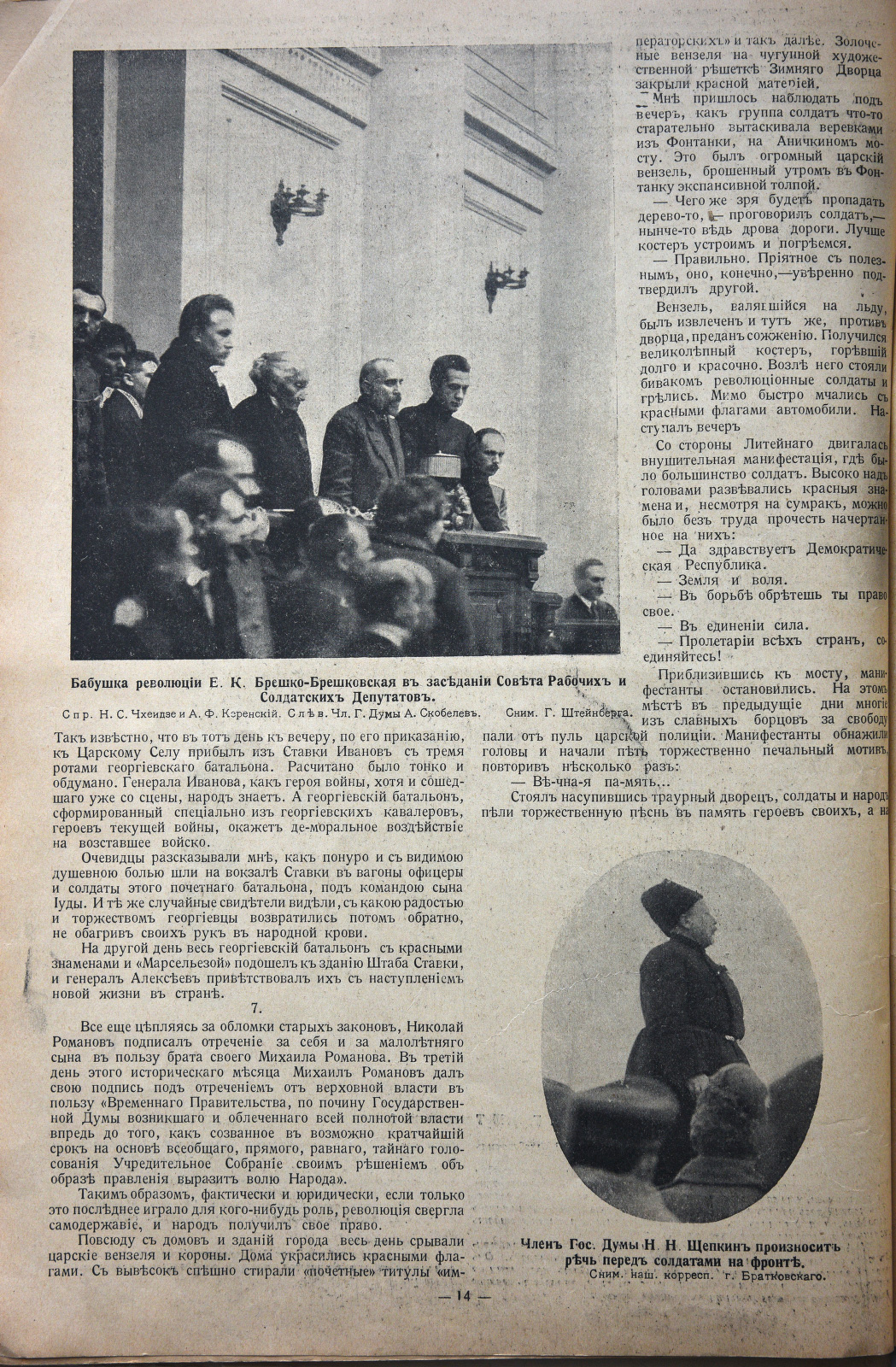
Выступление Керенского и других политиков на Съезде Рабочих и солдатских депутатов, опубликованное в журнале «Солнце России» за апрель 1917 года

2 марта 1917 года занял пост министра юстиции во Временном правительстве. На публике Керенский появлялся во френче военного образца, хотя сам никогда не служил в армии. Инициировал такие решения Временного правительства, как амнистия политических заключённых, признание независимости Польши, восстановление конституции Финляндии. По распоряжению Керенского из ссылки были возвращены все революционеры. Второй телеграммой, отправленной на должности министра юстиции, был приказ немедленно освободить из ссылки «бабушку русской революции» 73-летнюю Екатерину Брешко-Брешковскую и со всеми почестями отправить её в Петроград. При Керенском началось разрушение прежней судебной системы. Уже 3 марта был реорганизован институт мировых судей — суды стали формироваться из трёх членов: судьи и двух заседателей. 4 марта были упразднены Верховный уголовный суд, особые присутствия Правительствующего сената, судебные палаты и окружные суды с участием сословных представителей. Прекратил следствие по убийству Григория Распутина, при этом следователь — директор Департамента полиции Алексей Васильев (арестованный в ходе Февральской революции) был переправлен в Петропавловскую крепость, где допрашивался Чрезвычайной следственной комиссией до сентября.
Министр юстиции Керенский скрепил декрет Совета министров «об отмене навсегда в России смертной казни». По политическим причинам декрет об отмене смертной казни прошёл все инстанции с исключительной быстротой. По предложению министра юстиции законопроект был спешно разработан, причём редакция его была поручена профессору уголовного права, находившемуся во время разработки законопроекта в помещении Министерства юстиции. Декрет отличается необычайной краткостью и состоит из трёх пунктов. Он предусматривает отмену смертной казни в судах не только гражданских и военных, но и во всяких исключительных судах, включая военно-полевые, действующих на фронте во время войны. Декрет об отмене смертной казни был отправлен из Министерства юстиции для распубликования, причём министр юстиции Керенский, передавая этот исторический документ, обратился к окружающим со слезами на глазах и сказал: «Я счастлив, что мне выпало на долю подписать указ об отмене смертной казни в России навсегда».

### Военный и морской министр

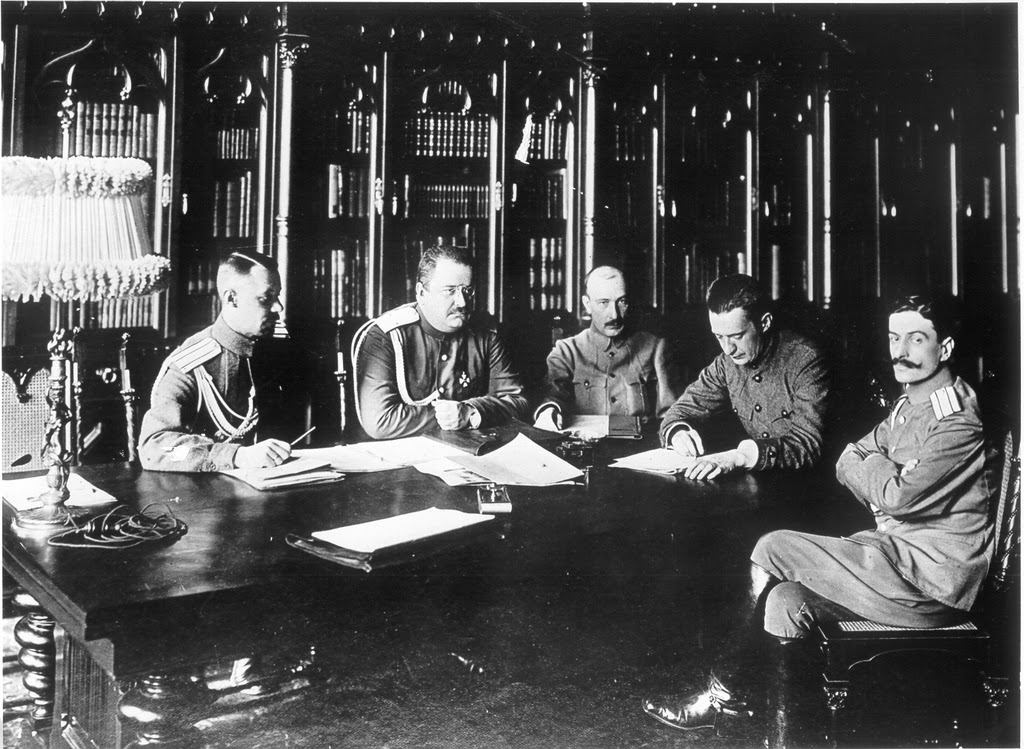
Военный министр Керенский со своими помощниками. Слева направо: полковник Владимир Львович Барановский, генерал-майор Григорий Андрианович Якубович, Борис Викторович Савинков, Александр Фёдорович Керенский и полковник Георгий Николаевич Туманов (август 1917 года)

В марте 1917 года Керенский снова официально вступил в партию эсеров, став одним из важнейших лидеров партии. В апреле 1917 года министр иностранных дел Павел Николаевич Милюков заверил союзные державы, что Россия безусловно продолжит войну до победного конца. Этот шаг вызвал кризис Временного правительства. 24 апреля (7 мая) Керенский пригрозил выходом из состава правительства и переходом Советов в оппозицию, если Милюков не будет снят со своего поста и не будет создано коалиционное правительство, включающее представителей социалистических партий. 5 (18) мая 1917 года князь Львов был вынужден выполнить это требование и пойти на создание первого коалиционного правительства. Павел Николаевич Милюков и Александр Иванович Гучков подали в отставку, в состав правительства вошли социалисты, а Керенский получил портфель военного и морского министра.
Во время политического кризиса, вызванного «нотой Милюкова», Керенский произнёс 29 апреля (12 мая) свою знаменитую речь перед делегатами фронта. В этой речи он выразил сожаление, что не умер «два месяца назад» (в разгар Февральской революции), и выразил глубокое разочарование в том, что революция привела к тому, что страну всё больше захлëстывали беспорядки, «что же, русское свободное государство есть государство взбунтовавшихся рабов?».
Новый военный министр назначает на ключевые должности в армии малоизвестных, но приближённых к нему генералов. На должность начальника кабинета военного министра Керенский назначил своего шурина Владимира Львовича Барановского, которого произвёл в полковники, а уже через месяц в генерал-майоры. Помощниками военного министра Керенский назначил полковников генерального штаба Григория Андриановича Якубовича и Георгия Николаевича Туманова, людей недостаточно опытных в военных делах, но зато активных участников февральского переворота. 22 мая (4 июня) 1917 года Керенский назначает на должность Верховного Главнокомандующего генерала Алексея Алексеевича Брусилова вместо более консервативно настроенного генерала Михаила Васильевича Алексеева 9 (22) мая 1917 года Керенский обнародовал «Декларацию прав солдата».
На должности военного министра Керенский приложил большие усилия для организации наступления русской армии в июне 1917 года. Керенский объезжал фронтовые части, выступал на многочисленных митингах, стремясь воодушевить войска. Однако армия уже была серьёзно ослаблена послереволюционными чистками генералов и созданием солдатских комитетов (см. Демократизация армии в России в 1917 году). 18 июня (1 июля) началось наступление русских войск, которое, однако, быстро закончилось поражением.

### «Мартовский» ажиотаж вокруг Керенского

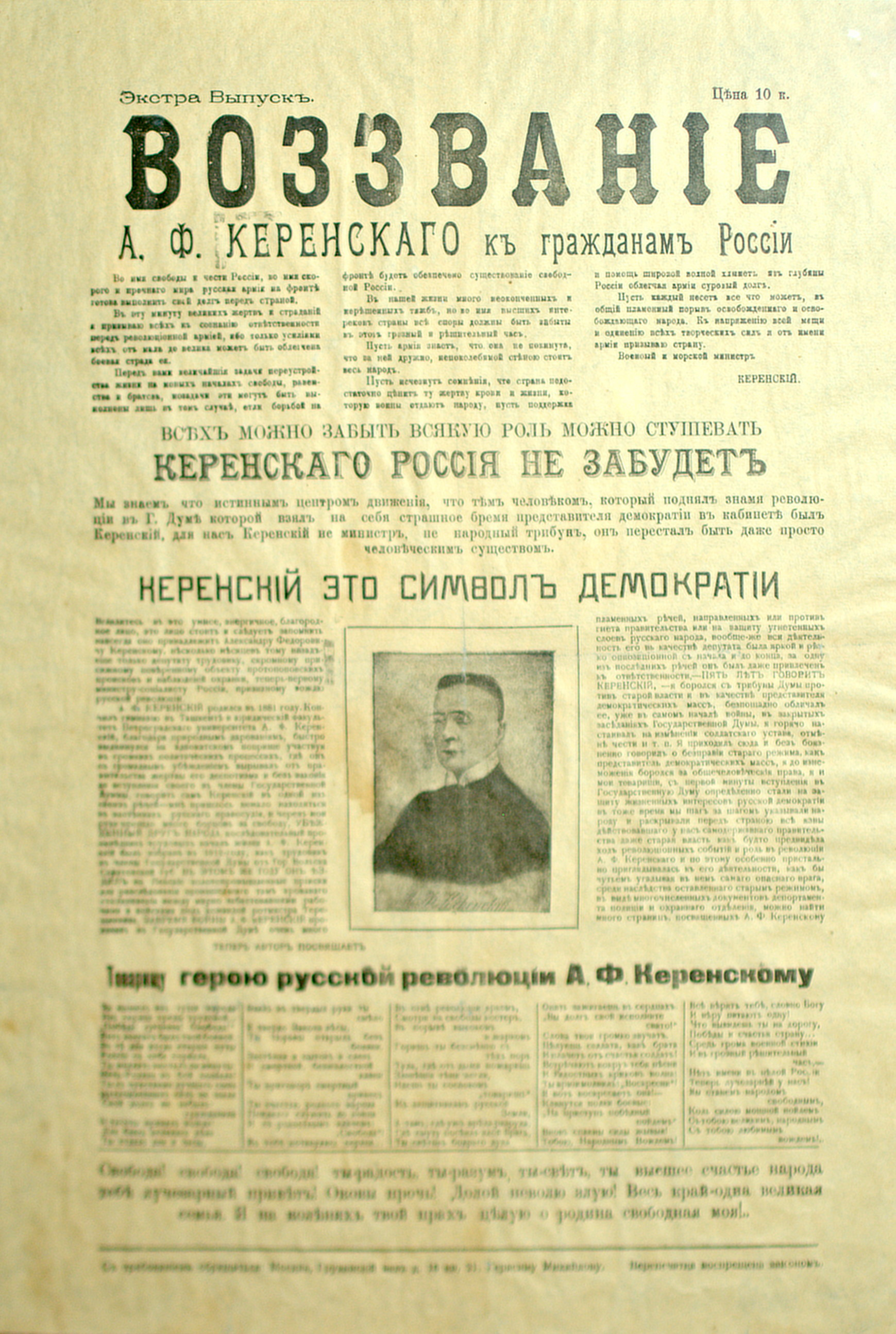
Мартовское воззвание Керенского к гражданам России

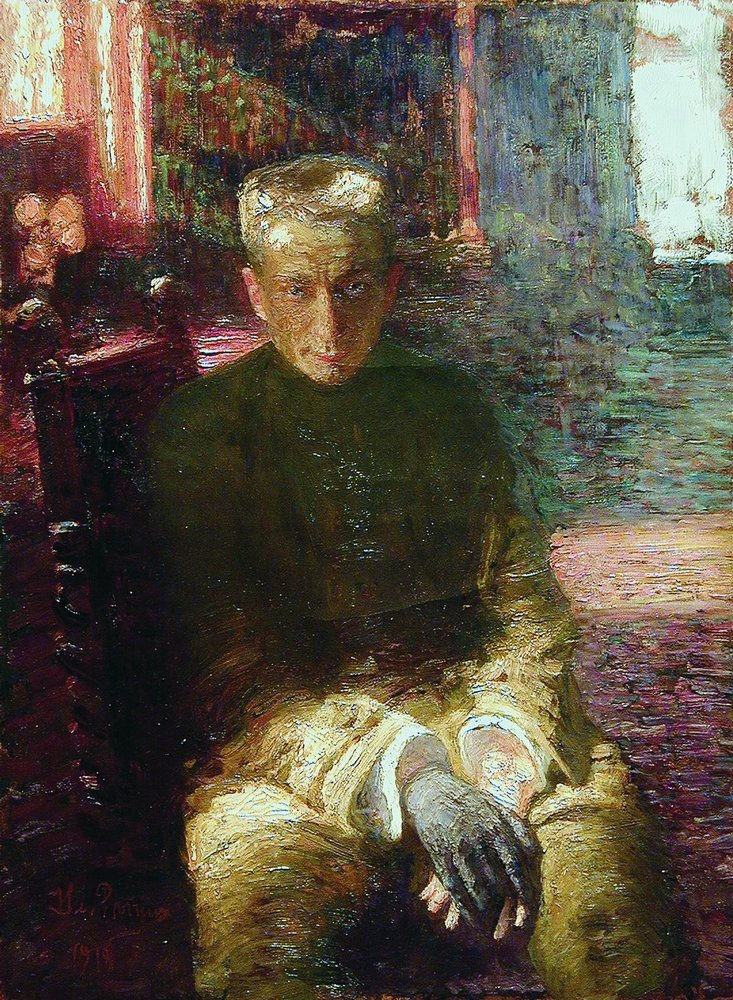
Портрет Керенского работы Ильи Ефимовича Репина. 1917 год

Пик популярности Керенского начинается с назначением его военным министром после апрельского кризиса. Газеты именуют Керенского в таких выражениях: «рыцарь революции», «львиное сердце», «первая любовь революции», «народный трибун», «гений русской свободы», «солнце свободы России», «народный вождь», «спаситель Отечества», «пророк и герой революции», «добрый гений русской революции», «первый народный главнокомандующий» и т. д. Современники описывают обсуждения вокруг личности Керенского в таких выражениях:

Тернист путь Керенского, но автомобиль его увит розами. Женщины бросают ему ландыши и ветки сирени, другие берут эти цветы из его рук и делят между собою как талисманы и амулеты. <…> Его несут на руках. И я сам видел, как юноша с восторженными глазами молитвенно тянулся к рукаву его платья, чтобы только прикоснуться. Так тянутся к источнику жизни и света! <…> Керенский — это символ правды, это залог успеха; Керенский — это тот маяк, тот светоч, к которому тянутся руки выбившихся из сил пловцов, и от его огня, от его слов и призывов получают приток новых и новых сил для тяжёлой борьбы.
В мае 1917 года петроградские газеты даже всерьёз рассматривают вопрос об учреждении «Фонда имени Друга Человечества А. Ф. Керенского».
В условиях падения многовекового самодержавия Керенский на какое-то время стал главным объектом для приложения восторженных псевдомонархических чувств. В мае-июне 1917 вокруг него стихийно сложился культ личности, включавший, в частности: отправление приветственных телеграмм и публикацию романтизированных биографий, приукрашивавших его революционную деятельность. Факт печатания подобных брошюр издательствами указывает на их коммерческую востребованность. Изучение документов того времени показывает, что многие даже переписывали наиболее известные речи в свои дневники. Керенский старается поддерживать аскетический образ «народного вождя», нося полувоенный френч и короткую стрижку.

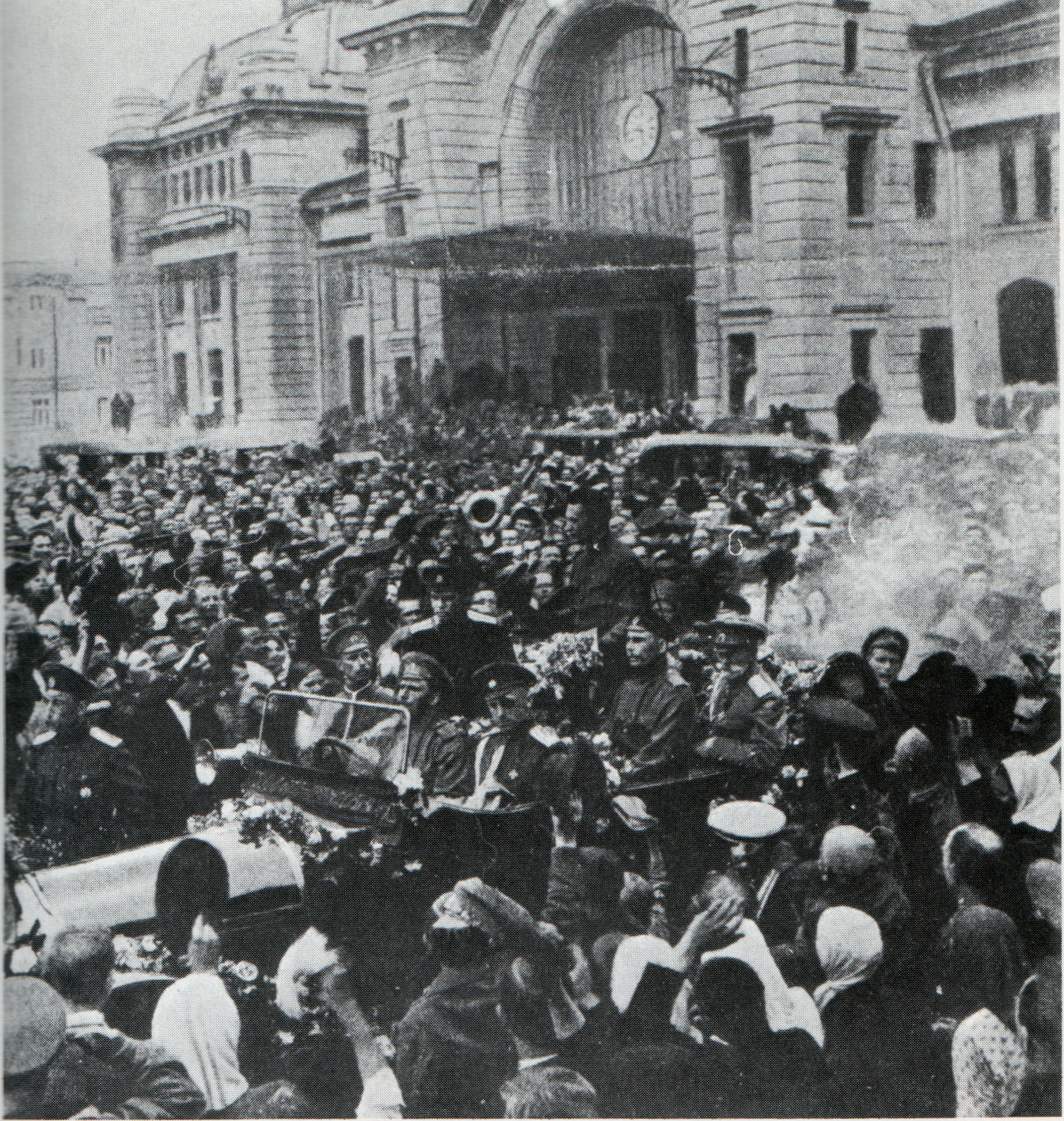
Встреча Керенского в Москве в марте 1917 г.

В молодости Керенский подумывал о карьере оперного певца, и даже брал уроки актёрского мастерства. Владимир Дмитриевич Набоков так описывает его выступления: «„Я говорю, товарищи, от всей души… из глубины сердца, и если нужно доказать это… если вы мне не доверяете… Я тут же, на ваших глазах… готов умереть…“. Увлёкшись, он проиллюстрировал „готовность умереть“ неожиданным, отчаянным жестом». Уже в старости Керенский с сожалением замечает, что «если бы тогда было телевидение, никто бы меня не смог победить!». Керенскому удаётся «очаровать» даже свергнутого царя: в июле Николай записывает в своём дневнике о Керенском «Этот человек положительно на своём месте в нынешнюю минуту; чем больше у него власти, тем лучше».
Провал первого крупного политического проекта Керенского — Июньского наступления 1917 года становится первым заметным ударом по его популярности. Продолжающиеся экономические проблемы, провал политики продразвёрстки, инициированной ещё царским правительством в конце 1916 года, продолжающийся развал действующей армии всё сильнее дискредитируют Керенского.
Как министр Временного правительства, Керенский переселяется в Зимний дворец. Со временем в Петрограде появляются слухи о том, что он якобы спит на бывшей кровати императрицы Александры Фёдоровны, а самого Александра Керенского начинают иронически называть «Александром IV» (последний российский царь с этим именем был Александр III, умерший за 23 года до революции).
Хотя культ личности Керенского, как «вождя народа», и оказался недолговечным, но он оказал значительное влияние на современников. Отдельные его черты впоследствии явно использовались большевиками, в частности биографии Керенского, публиковавшиеся весной-летом 1917 года, вызывают явные параллели с позднейшими советскими биографиями Ленина.
Исследователь Борис Иванович Колоницкий указывает, что сложившийся весной 1917 года культ личности Керенского имел, несмотря на всю свою революционность и демократизм, явные монархические элементы, привычные для современников (изготовление памятных жетонов с его изображениями, болезненное отношение к публичному осквернению портретов и т. д.). Более того, этот культ являлся «протосоветским»; многие пропагандистские приемы, опробованные сторонниками Керенского, впоследствии адаптировали большевики. В частности, именование Керенского, как «вождя революционной армии», распространившееся после его назначения военным министром, явно происходит от характерного для начала Первой мировой войны именования «вождями армии» Императора, Верховного Главнокомандующего великого князя Николая Николаевича и других крупных военачальников. В свою очередь, большевистская пропаганда впоследствии называла «вождем армии» Троцкого.

### Председатель Временного правительства

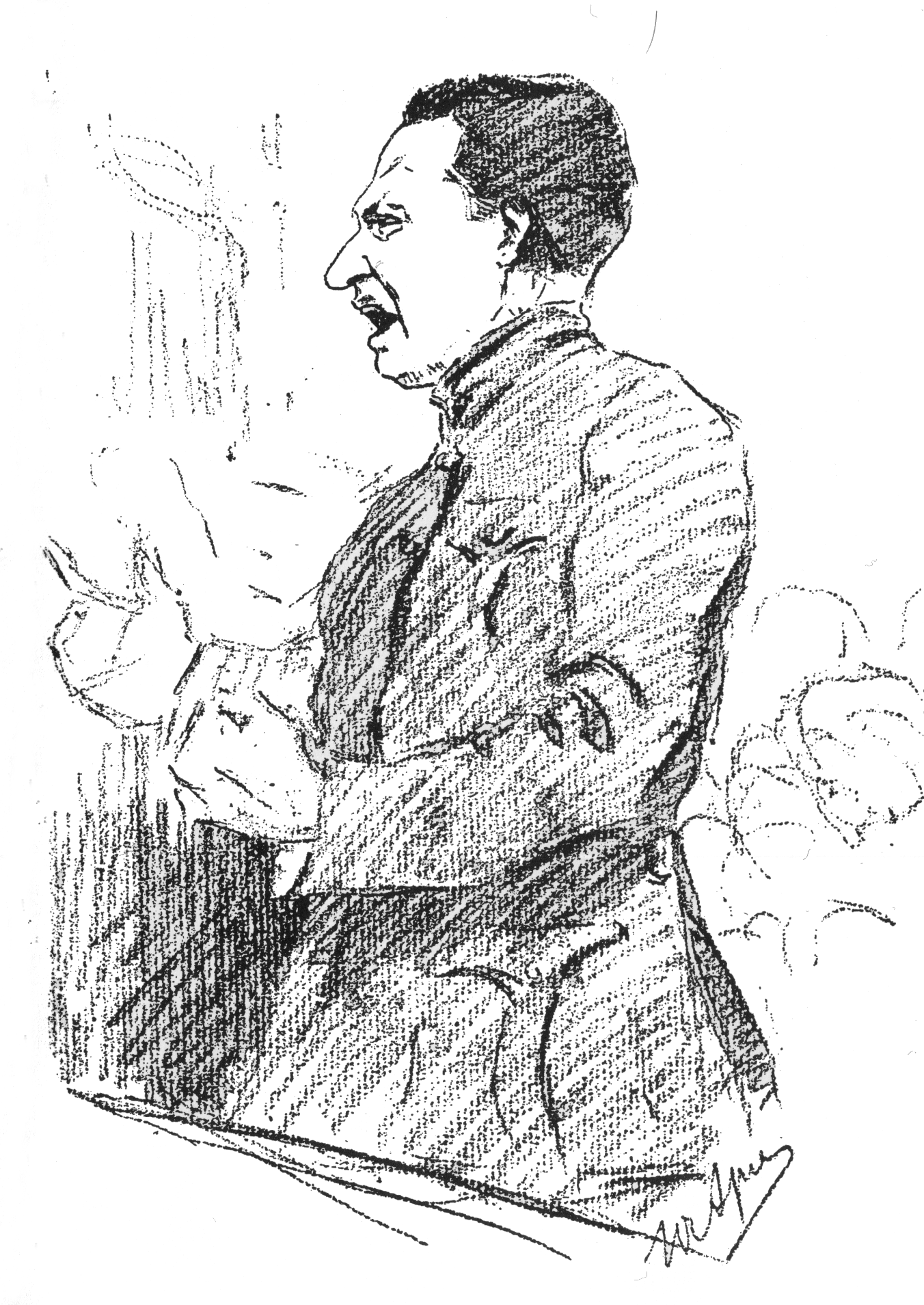
Керенский выступает на Московском государственном совещании. Рисунок Ю. К. Арцыбушева

С 7 (20) июля 1917 А. Ф. Керенский сменил Георгия Львова на посту министра-председателя, сохранив пост военного и морского министра. Керенский пытался достигнуть соглашения о поддержке правительства буржуазными и правосоциалистическим партиями. Были выпущены новые денежные знаки, получившие название «керенки». 19 июля Керенский назначил нового Верховного Главнокомандующего — Генерального штаба генерала от инфантерии Лавра Георгиевича Корнилова. В августе Корнилов при поддержке генералов Александра Михайловича Крымова, Антона Ивановича Деникина и некоторых других отказал Керенскому остановить войска, движущиеся на Петроград по приказу Временного правительства и с ведома Керенского. В результате действий агитаторов войска Крымова в его отсутствие (поездка в Петроград к Керенскому) были распропагандированы и остановились на подступах к Петрограду. Корнилов, Деникин и некоторые другие генералы были арестованы.

#### Керенский и мятеж Корнилова с точки зрения корниловцев
А. Ф. Керенский, фактически сосредоточивший в своих руках правительственную власть, во время корниловского выступления очутился в трудном положении. Он понимал, что только суровые меры, предложенные Л. Г. Корниловым, могли ещё спасти экономику от развала, армию от анархии, Временное правительство освободить от советской зависимости и установить, в конце концов, внутренний порядок в стране.
Но А. Ф. Керенский также понимал, что с установлением военной диктатуры прольётся много крови. Также Керенский просто не хотел лишаться всей полноты власти. К этому присоединилась и личная антипатия между министром-председателем А. Ф. Керенским и главнокомандующим генералом Л. Г. Корниловым, они не стеснялись высказывать своё отношение друг к другу.

26 августа (8 сентября) 1917 года депутат Думы Владимир Николаевич Львов передал премьер-министру обсуждавшиеся им накануне с генералом Лавром Георгиевичем Корниловым различные пожелания в смысле усиления власти. Керенский использует эту ситуацию со вмешательством в своих целях и совершает провокацию с целью очернить Верховного Главнокомандующего в глазах общественности и устранить таким образом угрозу кровопролития в столице.

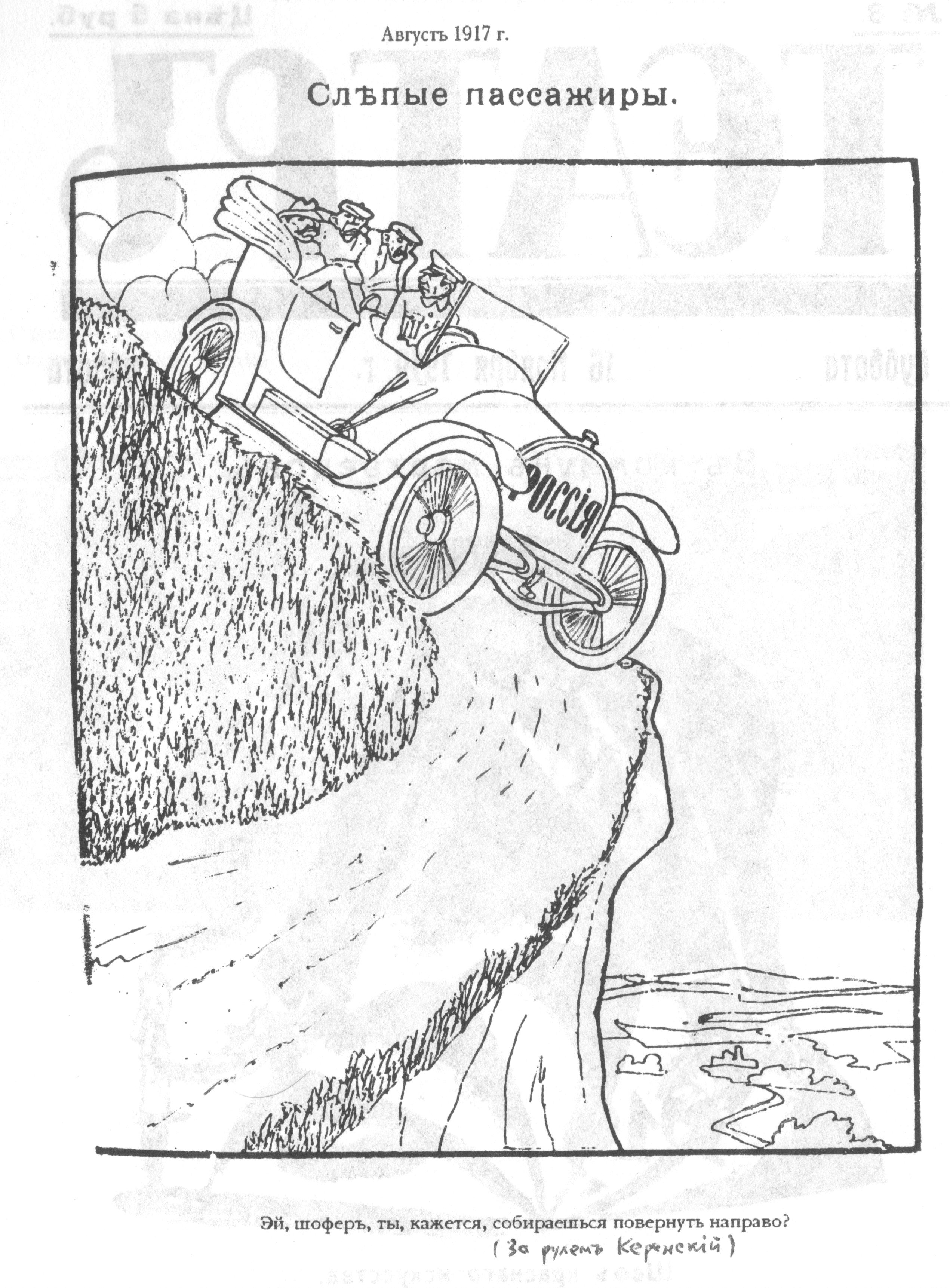
Керенский — шофёр России. Карикатура августа 1917

«Было необходимо — говорит Керенский — доказать немедленно формальную связь между Львовым и Корниловым настолько ясно, чтобы Временное правительство было в состоянии принять решительные меры в тот же вечер… заставив Львова повторить в присутствии третьего лица весь его разговор со мной».
Для этой цели был приглашён помощник начальника милиции Булавинский, которого Керенский спрятал за занавеской в своём кабинете во время второго посещения его Львовым. Булавинский свидетельствует, что записка была прочтена Львову и последний подтвердил содержание её, а на вопрос, «каковы были причины и мотивы, которые заставили генерала Корнилова требовать, чтобы Керенский и Савинков приехали в Ставку», он не дал ответа.

Львов категорически отрицает версию Керенского. Он говорит: «Никакого ультимативного требования Корнилов мне не предъявлял. У нас была простая беседа, во время которой обсуждались разные пожелания в смысле усиления власти. Эти пожелания я и высказал Керенскому. Никакого ультимативного требования (ему) я не предъявлял и не мог предъявить, а он потребовал, чтобы я изложил свои мысли на бумаге. Я это сделал, а он меня арестовал. Я не успел даже прочесть написанную мною бумагу, как он, Керенский, вырвал её у меня и положил в карман».— Деникин А. И. Очерки русской смуты
Вечером 26 августа (8 сентября) 1917 года в заседании правительства Керенский квалифицировал действия Верховного главнокомандующего как мятеж. Предоставив министру-председателю чрезвычайные полномочия, Временное правительство подало в отставку. 27 августа Керенский объявил генерала Корнилова мятежником и всей стране:

27 августа Керенский поведал стране о восстании Верховного главнокомандующего, причём сообщение министра-председателя начиналось следующей фразой: «26 августа генерал Корнилов прислал ко мне члена Государственной Думы В. Н. Львова с требованием передачи Временным правительством всей полноты военной и гражданской власти, с тем, что им по личному усмотрению будет составлено новое правительство для управления страной».
В дальнейшем Керенский, триумвират Савинков, Авксентьев и Скобелев, петроградская дума с А. А. Исаевым и Шрейдером во главе и советы начали принимать меры к приостановке движения войск Крымова…
— Деникин А. И. Очерки русской смуты
Керенский пытался назначить нового Верховного главнокомандующего, однако оба генерала — Лукомский и Клембовский — отказались.
Генерал Корнилов пришёл к заключению, что:

правительство снова подпало под влияние безответственных организаций и, отказываясь от твёрдого проведения в жизнь (его) программы оздоровления армии, решило устранить (его), как главного инициатора указанных мер.— Из показаний генерала Корнилова впоследствии следственной комиссии
28 августа генерал Корнилов отказал Керенскому в его требовании остановить движение на Петроград отправленного туда по решению Временного Правительства и с согласия Керенского корпуса генерала Крымова.
Этот корпус был направлен в столицу Правительством с целью окончательно (после подавления июльского мятежа) покончить с большевиками и взять под контроль ситуацию в столице:

20 августа Керенский, по докладу Савинкова, согласился на «объявление Петрограда и его окрестностей на военном положении и на прибытие в Петроград военного корпуса для реального осуществления этого положения, то есть для борьбы с большевиками».— Савинков Б. «К делу Корнилова».

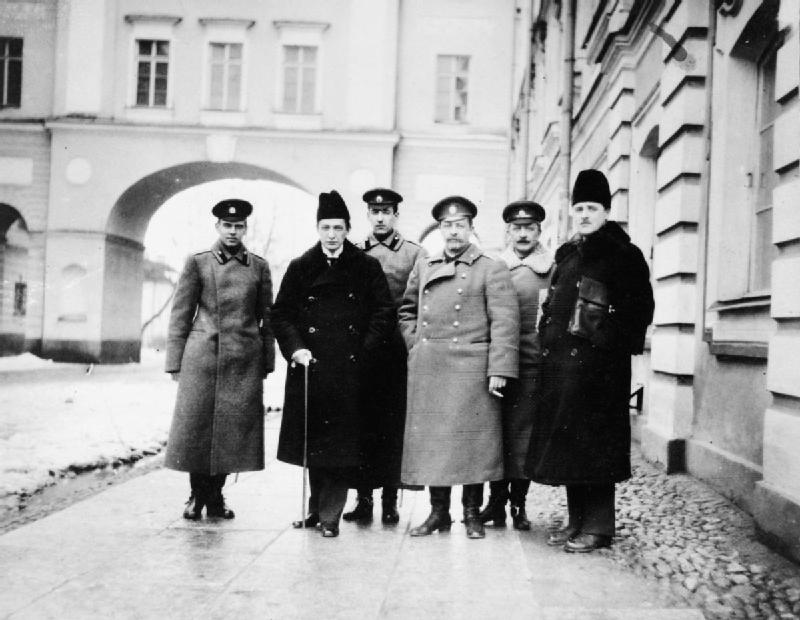
Керенский и Корнилов в марте 1917 г. в Царском селе во время ареста императрицы Александры Фёдоровны

В результате генерал Корнилов решил:

выступить открыто и, произведя давление на Временное правительство, заставить его:
1. исключить из своего состава тех министров, которые по имеющимся (у него) сведениям были явными предателями Родины;
2. перестроиться так, чтобы стране была гарантирована сильная и твёрдая власть

…воспользовавшись для этого уже движущимся по указанию Керенского на Петроград корпусом генерала Крымова, дабы оказать давление на Правительство и дал генералу Крымову соответствующее указание.
29 августа Керенский отдал Указ об отчислении от должностей и предании суду за мятеж генерала Корнилова и его старших сподвижников.
Метод, применённый Керенским со «львовской миссией», был с успехом повторён и в отношении генерала Крымова, который застрелился непосредственно после личной его аудиенции с Керенским в Петрограде, куда он направился, оставив корпус в окрестностях Луги, по приглашению Керенского, которое было передано через приятеля генерала — полковника Самарина, занимавшего должность помощника начальника кабинета Керенского. Смыслом манипуляции послужила необходимость безболезненного изъятия командира из среды подчинённых ему войск — в отсутствие командира революционные агитаторы легко распропагандировали казаков и остановили продвижение 3-го кавалерийского корпуса на Петроград.
Генерал Корнилов отказался от предложений покинуть Ставку и «бежать». Не желая кровопролития в ответ на уверения в верности от преданных ему частей, Генерал Алексеев, желая спасти корниловцев, согласился произвести арест генерала Корнилова и его сподвижников в Ставке, что и сделал 1 (14) сентября 1917 года. Этот эпизод оказался недопонятым и впоследствии уже на Дону весьма негативно сказался на отношениях двух генералов-руководителей молодой Добровольческой Армии.
Победа Керенского означала победу Советов, в среде которых большевики уже занимали преобладающее положение и с которыми правительство Керенского было способно вести лишь соглашательскую политику.
Так, британский посол Джордж Уильям Бьюкенен в своих записках отмечал, что когда в день революции, 7 ноября, «утром Временное Правительство вызвало казаков, но последние отказались выступить в одиночку, так как не могли простить Керенскому того, что после июльского восстания, во время которого многие из их товарищей были убиты, он помешал им раздавить большевиков, а также и того, что он объявил их любимого вождя Корнилова изменником».

### Керенский и мятеж Корнилова с точки зрения Керенского
Согласно опубликованным воспоминаниям Александра Фёдоровича Керенского, безумный мятеж генерала Корнилова, который открыл двери большевикам в Кремль, а Гинденбургу в Брест-Литовск, стал результатом истории заговоров справа против Временного правительства. Александр Фёдорович отмечал, что борьба затевалась не с теми или иными «эксцессами» революции или с «безволием правительства Керенского», а с революцией как таковой, с новым порядком вещей в России вообще.
События, непосредственно предшествовавшие мятежу
После февральской революции вопрос о принципах и основах управления Россией всецело находился в руках армии — миллионов бойцов, бывших на фронте и в тылу, «составлявших цвет всего населения и к тому же вооружённых». Корпус офицеров, ничего не понимавший в политике, находился в руках «солдатской массы» и не имел на неё никакого воздействия. Влияние на солдат оказывали эмиссары и агенты социалистических партий, которые засылались Советами рабочих и солдатских депутатов для пропаганды мира. Основным стал лозунг: «Долой войну, немедленно мир во что бы то ни стало и немедленно отобрать землю у помещика». Причина проста: барин столетиями копил себе богатство крестьянским горбом и нужно от него отобрать это незаконно нажитое имущество. Офицер в солдатских умах стал врагом, так как требовал продолжения войны и представлял собой тип барина в военной форме. Алексей Алексеевич Брусилов в своих мемуарах писал, что сначала большинство офицеров стало примыкать к партии кадетов, а «солдатская масса» вдруг вся стала эсеровской. Однако, вскоре «солдатская масса» сообразила, что эсеры, с Керенским во главе, проповедуют наступление, продолжение союза с Антантой и откладывают делёж земли до Учредительного собрания. Такие намерения совершенно не входили в расчёты «солдатской массы» и явно противоречили её «вожделениям».

Вот тут-то проповедь большевиков и пришлась по вкусу и понятиям солдатам. Их совершенно не интересовал интернационал, коммунизм и тому подобные вопросы, они только усвоили себе следующие начала будущей свободной жизни: немедленно мир во что бы то ни стало, отобрание у всего имущественного класса, к какому бы он сословию ни принадлежал, всего имущества, уничтожение помещика и вообще барина.

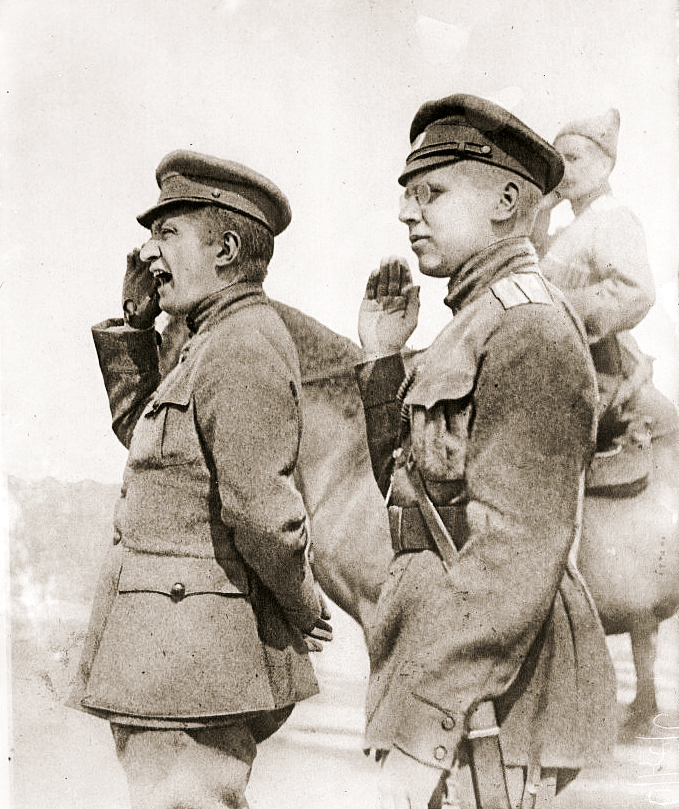
Керенский инспектирует войска, отправляющиеся на фронт летом 1917 г.

Однако, перед лицом внешнего коварного агрессора, узнав о предательстве большевиков и отбросив упомянутые «вожделения», народ России выдвинул на первый план чувства патриотизма и любви к Родине. Первая мировая война, как пишет в своих воспоминаниях Керенский, ввела в практику воюющих государств не только ядовитые газы для физического отравление неприятеля, но и в неслыханном размере подкуп и пропаганду как средство вооружённой борьбы для духовного разложения неприятельских тылов. К лету 1917 года расследование, проводимое Временным правительством, установило «весь аппарат сношений Ленина с Германией». Ленин и его ближайшие сотрудники весной 1917 года образовали внутри большевистской партии «организацию», которая на полученные от вражеского государства денежные средства организовала пропаганду среди населения и войск направленную на дезорганизацию русской армии и тыла. В тех же целях, в период времени с 3 по 5 июля, упомянутая «организация» спровоцировала в Петербурге вооружённое восстание против существующей в государстве власти. Восстание началось 4 июля с выступления солдат пулемётного полка, рабочих петроградских заводов, кронштадтских матросов под лозунгами прекращения войны, немедленной отставки Временного правительства, передачи власти Советам. 4 июля Временное правительство было вынуждено ввести в городе военное положение. Поздно вечером 4 июля министр юстиции Переверзев передал в распоряжение журналистов информацию о государственной измене Ленина, Зиновьева и прочих большевиков. К середине дня 5 июля по всем воинским частям распространилась весть о том, что у правительства есть точные данные об измене большевиков и что Ленин — немецкий шпион. 6 (19) июля 1917 года эти данные были опубликованы в печати. На солдат эти разоблачения произвели ошеломляющее впечатление. Колеблющиеся полки примкнули к правительству. Днём 5 июля с восстанием было покончено. Сама цитадель Ленина (дворец Кшесинской) была занята правительственными войсками. 6 июля Керенским был утверждён список лиц, подлежащих немедленному аресту. В списке значились Ленин, Зиновьев, Козловский, Суменсон, Фюрстенберг (Ганецкий), германский подданный Гельфанд (Парвус), Коллонтай, Ильин (Раскольников), и другие. Через несколько дней были арестованы Троцкий и Луначарский. 10 июля Ленин, надев рыжий парик и сбрив бородку, бежал в Финляндию.

Что же касается самих большевиков, то, если даже родной воздух России и пробудил в Ленине, Зиновьеве и прочих некоторое чувство чести и совести, они остановиться на путях разрушения уже не могли. Каждый их шаг контролировался представителями Людендорфа, и неограниченные материальные возможности пропаганды «социальной революции» иссякли бы при первом уклонении большевистского ЦеКа от пораженческой программы. Таким образом, примирение, какое-либо соглашение между большевиками и силами русской демократии было объективно невозможно. Физическая борьба между ними была неизбежна, как неизбежна была борьба России с Германией на фронте.

В своих мемуарах Керенский пишет, что убедившись на примере большевистской демагогии и почувствовав в ней сильную руку беспощадного внешнего врага, новая народная Россия решительно повернулась к государству. После разгрома большевиков в июле процесс становления в России новой государственности пошёл вперёд с исключительной быстротой: принятые законы о широком городском и земском самоуправлении на основе всеобщего, пропорционального, равного для обоих полов избирательного права вступили в силу. К началу августа 1917 года почти 200 городов имели новые демократические городские думы. К середине сентября 650 городов имели новые городские Думы. В более медленном темпе, благодаря условиям деревенской жизни, продвигалась к концу Земская Реформа. Мощное кооперативное строительство в рамках нового кооперативного Закона создало для демократического государства серьёзную общественную опору в стране. В армии повысился авторитет правительственных комиссаров, которые по плану Военного Министерства должны были сыграть роль среднего звена в переходе армии от мартовского комитетского состояния к нормальному единоначалию. В тяжелейших условиях Временное правительство вело работы связанные с созывом Учредительного собрания, призванного определить государственное устройство России. Созыв Учредительного собрания, назначенного на 30 сентября из-за пережитого кризиса, был перенесён на 28 ноября. Ждать было слишком долго. Правительство решило прислушаться к общественному мнению, найти опору для укрепления власти. 13 (26) августа 1917 года Временным правительством в Москве было созвано Всероссийское Государственное совещание — смотр политических сил страны.

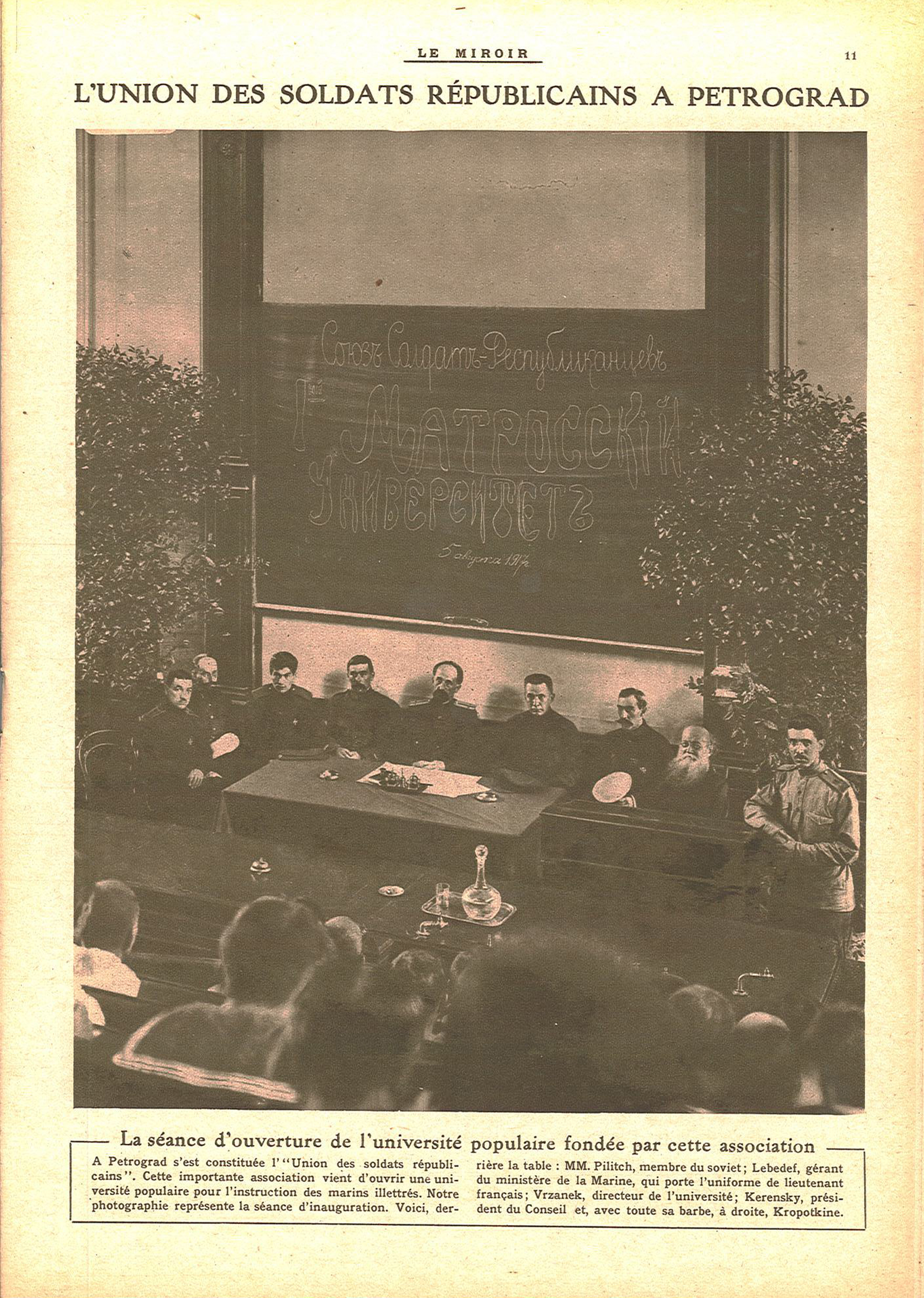
Керенский выступает на собрании солдат-республиканцев

Внешне зал заседания Государственного совещания представлял любопытнейшую картину. Как раз по линии главного прохода от сцены к главному входу партер и ложи театра делились на равные половины: налево — Россия демократическая, крестьянская, рабочая, советская и социалистическая — Россия Труда; направо — либеральная, буржуазная, имущая Россия. Представители армии комитетами были представлены налево, командным составом — направо. Как раз против центрального прохода на авансцене находилось правительство. Я сидел в самой середине, налево от меня министры «от „трудовой“ демократии», направо — «от буржуазии». Временное правительство было единственным узлом, который связывал обе России в одно целое. Тот, кто просидел дни Государственного совещания в московском Большом театре, этих дней никогда не забудет. Вся радуга политических мнений, вся гамма общественных настроений, всё напряжение внутренней борьбы, вся сила патриотической тревоги, вся ярость социальной ненависти, вся горечь накопившихся обид и оскорблений — всё это бурным потоком стремилось на сцену, к столу Временного правительства. От него требовали; его обвиняли; ему жаловались; ему хотели помочь; от него ждали какого-то чудесного слова. Каждая из двух Россий хотела, чтобы власть была только с ней. А власть была только с Государством, ибо мы — Временное правительство — видели в целом то, что каждая из борющихся за власть сторон замечала только в части, её интересующей. Мы видели, что обе стороны одинаково нужны Государству.

На совещании не имели своих представителей, загнанные в подполье, большевики и откровенные монархисты.
Керенский отмечает, что самой острой, самой напряжённой минутой съезда было выступление Верховного главнокомандующего генерала Корнилова. Для левой части театра это был символ грядущей «контрреволюции», для правой — живой «национальный герой», которому предстояло свергнуть «безвольное, находившееся в плену у Советов Временное правительство» и утвердить «сильную власть» в государстве.
Керенский был убеждён, что Россия может благополучно выбраться на берег спасения, только ни на шаг не сходя с того пути, по которому с самого начала революции вело её Временное правительство, исполняя волю несомненно огромного большинства населения страны.

До конца военной кампании 1917 года осталось уже не так долго. Общесоюзная задача нашего фронта уже выполнена. Ленин в бегах; Советы отошли на задний план национальной жизни. Власть государственная окрепла. До Учредительного собрания осталось только три месяца. Три месяца трудной устроительной работы, но уже в рамках отвердевшего государства. Всё это было совершенно очевидно для мало-мальски вдумчивого и объективно настроенного человека. Этой объективности, казалось, можно было требовать от тех политических и культурных верхов России, на глазах которых так недавно произошёл распад монархии, которые собственными руками осязали все язвы старого режима. Они — старые, искушённые опытом государственные и политические деятели — больше, чем кто-нибудь, должны были понимать, каким огромным, нечеловеческим терпением нужно было обладать, строя Россию в первые месяцы после катастрофы, равной которой мир не видел, может быть, со времен падения Римской империи. Терпения-то, однако, у них и не хватило!

C формулировкой Керенского, как «потерявшему волю к управлению», 19 июля (1 августа) 1917 года А. А. Брусилов был снят с должности Верховного главнокомандующего. На смену ему был назначен генерал Корнилов. По мнению Керенского, фигура Корнилова была ему более удобна, как вполне надёжная, жёсткая, управляемая и мало рассуждающая. Керенский вспоминал:

Запальчивость и наскок генерала Корнилова мне лично тогда даже нравились. Резкостью выражений нас — людей из Временного правительства — удивить на четвёртом месяце революции было невозможно; вывести из себя — тем более. Ведь и слева горячие революционные скакуны сильно брыкались, пока сами не вошли в оглобли власти. Мне думалось: сознание государственной ответственности выровняет, вымуштрует политически и генерала Корнилова с его ближайшими военными друзьями.

Мятеж
19 августа немцы прорвали фронт у Огера на Двине. 20 августа была оставлена Рига. Линия фронта приближалась к Петрограду.

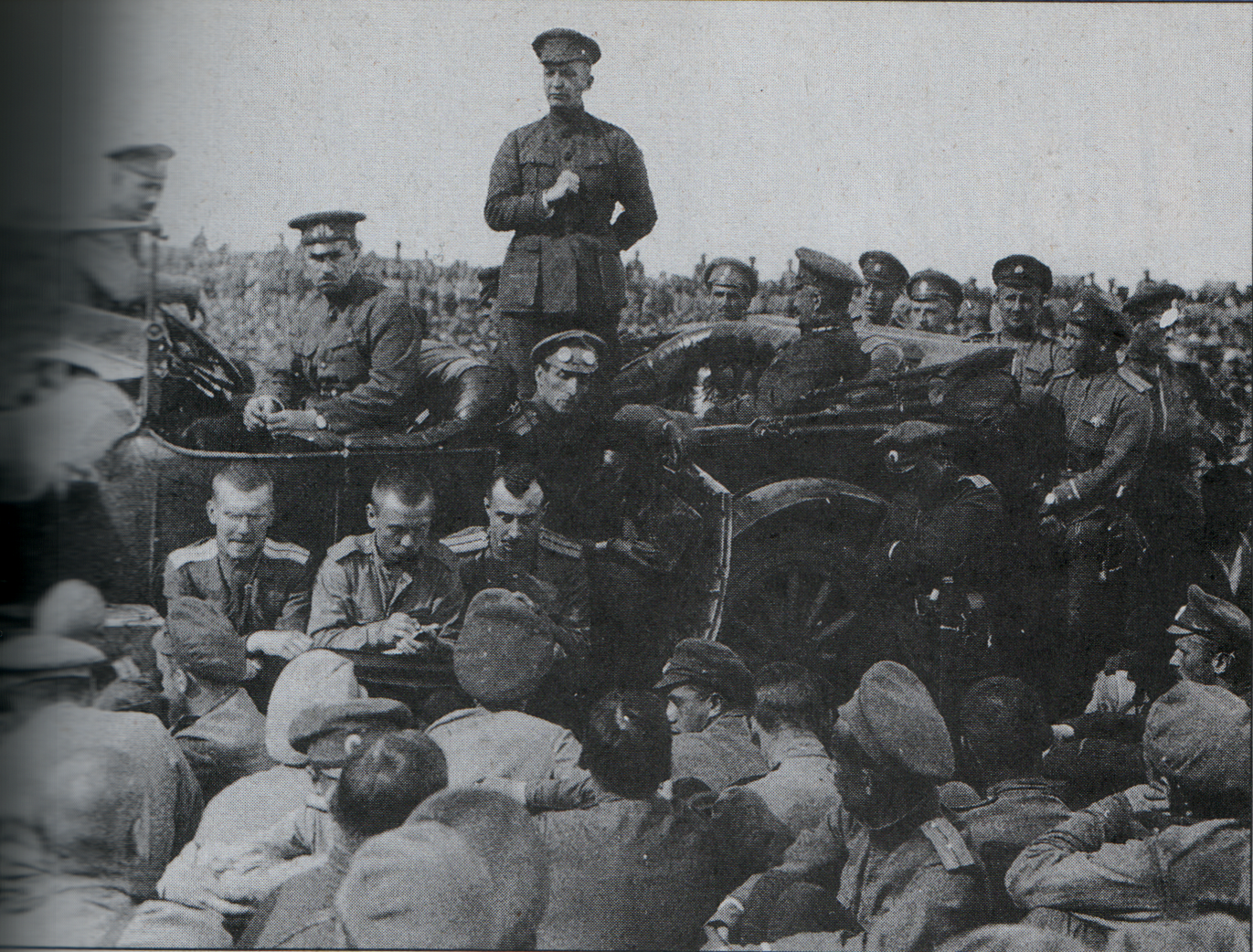
Выступление Керенского перед войсками

21 августа Временное правительство постановило срочно вызвать с фронта отряд надёжных войск в распоряжение правительства. Данное решение было продиктовано соображениями военно-стратегическими и внутриполитическими: при «ненадёжности и распущенности» петербургского гарнизона необходимо было обеспечить порядок переезда правительства в Москву, а также иметь в своём распоряжении твёрдую воинскую силу на случай «движения справа», которое тогда только одно реально нам и угрожало.
Выбор отряда войсковых частей поручался Верховному главнокомандующему. В Ставку Керенский командировал управляющего Военным министерством Савинкова с требованием к генералу Корнилову соблюсти два условия:
1. во главе командируемого в Петербург корпуса не должен стоять генерал Крымов;
2. в составе командируемых войск не должно быть Кавказской туземной (Дикой) дивизии.

Керенский в своих мемуарах отмечал, что по точным данным, которыми он располагал, генерал Крымов и часть офицерства Дикой дивизии — участники военного заговора.
24 августа генерал Корнилов дал обещание Савинкову выполнить оба требования Временного правительства. 25 августа Савинков доложил Керенскому об обещании Корнилова. Однако, в тот же день особым приказом (скрытым от военного министра) генерал Корнилов подчинил Дикую дивизию генералу Крымову.
Первоначально идея свержения Временного правительства появилась в Петербурге в узком кругу банковских и финансовых деятелей (Вышнеградский, Путилов…) в апреле 1917 года. Впоследствии сам Корнилов и его ближайшие соучастники — мужественные и боевые русские патриоты были втянуты в заговорщическую работу. А. Ф. Керенский в своих воспоминаниях приводит выдержки из письма генерала Алексеева к П. Н. Милюкову от 12 сентября:

Дело Корнилова не было делом кучки авантюристов, — пишет генерал Алексеев, — оно опиралось на сочувствие и помощь широких кругов нашей интеллигенции. Вы, Павел Николаевич, до известной степени знаете, что некоторые круги нашего общества не только знали обо всём, не только сочувствовали идейно, но, как могли, помогали Корнилову…

Как отмечает Керенский, нужные настроения для развития военного заговора возникли сразу после июльского большевистского восстания, показавшего:
1. слабость Советов, раздираемых внутренней борьбой;
2. неустойчивостью анархически настроенных «революционных полков» Петербургского гарнизона;
3. возможности, которые открываются перед предприимчивым меньшинством:

- в тайне, по-большевистски, подготовить захват стратегических пунктов в Петербурге (правительственных зданий, телефонов, почты, самих Советов и т. д.);
- насытить столицу верными отрядами своих людей;
- подготовить агитацией в «своей» печати общественное мнение;
- в удобный момент совершить быструю «хирургическую» операцию на верхах власти.

Незадолго до московского Государственного совещания Керенский встретился с Корниловым. На встрече Керенский пытался убедить генерала в том, что между ним и его окружением и Временным правительством нет расхождений в целях, задачах работы в армии. Керенский пытался разъяснить Корнилову, что всякая попытка установления в России личной диктатуры приведёт к катастрофе: страшной судьбе, которая ждёт офицеров.
Тем не менее, на государственном совещании в Москве в случае «благоприятного стечения обстоятельств» планировалось провозгласить диктатуру генерала Корнилова.
В дни проведения государственного совещания из Англии приехал известный в 1-й Государственной Думе «трудовик» Аладьин А. Ф.. Он привёз генералу Корнилову послание от военного министра Великобритании лорда Милнера, «благословившего» российского Верховного главнокомандующего на свержение союзного Англии российского Временного правительства. Как отмечает Керенский, данное обращение чрезвычайно подняло настроение у организаторов заговора справа.
30 июля (12 августа) 1917 г. Корнилов перевёл с фронта в своё распоряжение 3-й конный (казачий) корпус, которым командовал генерал Крымов. При переводе с фронта генерал Крымов подлежал назначению на должность командующего 11-й армии в Галиции. Однако, вместо отъезда в расположение своей армии генерал Крымов был вызван в Могилёв, в Ставку генерала Корнилова. С начала августа он, втайне от Временного правительства, проживал в Ставке и исполнял особое секретное поручение Верховного главнокомандующего — разрабатывал план захвата Петербурга. В боевом приказе, полученном ночью 28 августа генералом Красновым (в то время заместитель генерала Крымова) от Крымова, было написано: «всё было предусмотрено, какой дивизии занять какие части города, где иметь наиболее сильные караулы…» (Архив Русской Революции, т. I. С. 117—118).
За несколько дней до открытия Государственного совещания заговорщиками была произведена мобилизация общественных сил: комитеты всех военных организаций (Совет казачьих войск, Совет георгиевских кавалеров, Центральный комитет Союза офицеров, съезд военной лиги и т. д.) один за другим постановили считать генерала Корнилова несменяемым Верховным главнокомандующим.

Нетрудно себе представить, как закружилась от этого голова у стремительного в действиях, но не привыкшего политически размышлять и свои мысли взвешивать генерала. Он ведь каждое слово понимал по-солдатски: сказано- сделано; обещано — исполнено.

По мнению Керенского, Корнилов менее всего был подготовлен к роли политика. Главное, что было свойственно Корнилову — «неразмышляющая решительность». Указанные особенности характера Корнилова, подтверждает в своих мемуарах и Алексей Брусилов:

Считаю, что этот безусловно храбрый человек сильно повинен в излишне пролитой крови солдат и офицеров. Вследствие своей горячности он без пользы губил солдат, а провозгласив себя без всякого смысла диктатором, погубил своей выходкой множество офицеров. Но должен сказать, что всё, что он делал, он делал не обдумав и не вникая в глубь вещей.

Несмотря на огромное количество собранных данных о заговоре, Керенский «до последней минуты» не видел среди заговорщиков генерала Корнилова. Керенский был уверен в Корнилове: доблестный солдат в политике в прятки играть не станет и из-за угла стрелять не будет.
Московское Государственное совещание для сторонников переворота прошло весьма неудачно. Провозглашение военной диктатуры в мирном порядке, как бы под давлением свободного общественного мнения, не вышло. На обратном пути из Москвы в Могилёв в вагоне Верховного главнокомандующего было решено свергнуть Временное правительство вооружённой рукой.
25 августа генерал Корнилов без ведома Временного правительства назначил генерала Крымова командующим «особой С.-Петербургской армией». Дикая дивизия выступила как авангард противоправительственных войск в направлении Петербурга.
26 августа утром генерал Крымов выехал из Могилёва вслед за Дикой дивизией в Лугу с особыми инструкциями генерала Корнилова. 27 августа в 2 часа 40 минут генерал Корнилов в адрес Временного правительства послал телеграмму. В телеграмме сообщалось, что сосредоточение корпуса под Петербургом закончится сегодня к вечеру.
26 августа около 17 часов к Керенскому в Зимний дворец прибыл бывший член Временного правительства, член 4-й Государственной думы В. Н. Львов и предъявил от имени генерала Корнилова ультиматум:

1. объявить осадное положение в Петербурге;
2. передать ему власть;
3. всем министрам сейчас же выйти в отставку.

Мне же лично и моему ближайшему сотруднику по Военному министерству Савинкову предлагалось в тот же вечер (накануне прихода отряда генерала Крымова) выехать в Ставку, так как в новом правительстве при генерале Корнилове я должен якобы стать министром юстиции, а Савинков — военным.

Поздно вечером в Зимнем дворце В. Н. Львов ещё раз подтвердил содержание ультиматума генерала Корнилова. Львов разъяснил каждый пункт ультиматума при официальном свидетеле (директоре Департамента милиции С. А. Балавинского). Львов не подозревал присутствие свидетеля в комнате. Капитан Кузьмин, помощник командующего войсками Петербургского военного округа, по приказу Керенского арестовал Львова.

Всё это произошло между 5 и 10 часами вечера 26 августа (8 сентября) 1917 года. До минуты ареста Львова о совершившейся в Ставке катастрофы никто ничего не знал — ни в правительстве, ни в столице, ни в стране.
Как поясняет Александр Фёдорович, задача заключалась в том, чтобы быстро, не расширяя круг посвящённых, остановить безумие в зародыше. Разглашение заговора было равносильно потери доверия армии к правительству.
Около 11 часов вечера 26 августа (8 сентября) 1917 года на заседании Временного правительства было решено:
1. предложить генералу Корнилову сдать верховное командование генералу Клембовскому, главнокомандующему Северным фронтом и явиться в Петербург;
2. вручить Керенскому особые полномочия для пресечения переворота.

Последнее заседание второго коалиционного состава Временного правительства кончилось около 1 часа ночи. Двое членов правительства тут же вышли из него: министр земледелия, лидер партии социалистов-революционеров В. М. Чернов и министр путей сообщения П. П. Юренев. Заседание правительства, по словам Керенского, было «взорвано» генералом Корниловым. Генералу ночью было предложено: сдать должность и прибыть в Петербург. Однако, Корнилов тотчас разослал главнокомандующим фронтов и командующим Балтийским и Черноморским флотами сообщение о том, что он, Корнилов, не подчиняется требованию правительства сложить с себя звание Верховного главнокомандующего и предлагает поддержать его.
27 августа (9 сентября) 1917 года Керенский обратился к населению страны с Манифестом. В свою очередь генерал Корнилов опубликовал контрманифест. Как отмечает Керенский, лживая приписка генерала Корнилова в контрманифесте: «Телеграмма министра-председателя за № 4163 в своей первой части является сплошной ложью: не я послал члена Государственной думы В. Львова к Временному правительству, а он приехал ко мне, как посланец министра-председателя…» положила начало всей легенде о «моём предательстве» генерала Корнилова.
В трудные дни 27 и 28 августа в Петербурге началось смятение и паника. Никто ничего не знал. Двигавшиеся на Петербург полки генерала Крымова превращались в воображении обывателей в целые армии. В советских кругах, захваченных врасплох, вспыхнули мартовские настроения крайней подозрительности, недоверия к власти. В среде Временного правительствам больше не было единства. В ночь на 28 августа к Керенскому приходили делегаты из ВЦИКа съезда Советов и предлагали вариант коренного перелома всей политики Временного правительства: объединённые вокруг правительства Советы, социалистические партии, большевики и прочие демократические организации должны были спасти страну, взяв власть в свои руки, но без буржуазии. Согласно воспоминаниям, на данные предложения А. Ф. Керенский дал категорично жёсткий ответ:

Этого никогда не будет. Правительство можно свергнуть вооружённой рукой; его отдельных представителей можно уничтожить физически, но Временное правительство, присягнувшее довести страну до Учредительного собрания, от избранного им пути борьбы за Россию, за восстановление государства не отступит.

К утру 28 августа главные силы генерала Крымова стали эшелон за эшелоном подходить к Луге. Керенский срочно направил Крымову приказ: 3-й конный корпус повернуть на фронт к Риге. Крымов не подчинился и заявил, что исполнит приказы только Верховного главнокомандующего генерала Корнилова. Утром 28 августа Крымов объявил, что с утра 29 августа силой, «в походном строю» будет пробиваться к Петербургу, если не восстановят железнодорожные пути.

Весь план похода на Петербург был построен на детском расчёте: действовать против Временного правительства, убеждая полки, что корпус идёт на помощь Временному правительству против большевиков. 28-29 августа этот обман генерала Корнилова строевые казаки обнаружили. Из Петербурга в Лугу пришли газеты, где были напечатаны и мои приказы, и соответствующие воззвания Советов. Кроме того, в Дикую дивизию приехала из С.-Петербурга особая мусульманская депутация во главе с членами Государственной думы и муллами. Дело Корнилова-Крымова было кончено: выбранные представители от всех полков 3-го конного корпуса явились в помещение местного Совета с заявлением: против Временного правительства драться не пойдём, а если будет начальство на этом настаивать, самовольно вернёмся на фронт.

К вечеру 28 августа генерал Крымов остался без армии. Как пишет в своих воспоминаниях Керенский: «сейчас же о такой бескровной победе было протелеграфировано мне в Петербург. Гвардии полковник Воронович, председатель местного Совета, просил принять меры для скорейшего ареста генерала Крымова». Керенский подписал приказ об аресте генерала Крымова и направил полковника Генерального штаба Самарина в Лугу с тем, чтобы убедить Крымова прибыть в Петербург. Самарин должен был объяснить Крымову «всю безнадёжность дальнейшего сопротивления и всю смертельную его опасность для армии». 30 августа генерал Крымов незаметно от казаков 3-го корпуса, крайне возбуждённых против него, выехал на автомобиле в Петербург вместе с полковником Самариным и с начальником своего штаба генералом Дидерихсом. 31 августа около полудня в кабинет Керенского прибыли: генерал Крымов с генералом Дитрихсом и полковник Самарин. В кабинете кроме Керенского находились: помощник военного министра генерал Якубович и главный военно-морской прокурор Шабловский. Керенский спросил Крымова: «В каком качестве вы оказались в Луге?». Он ответил, что в качестве командира Петербургской «особой армии», предназначенной действовать в районе Петербурга. Временному Правительству не было известно о существовании такой армии. Генерал Якубович подтвердил, что никаких сведений об этой армии нет. Крымов объяснил официальную цель нахождения 3-го корпуса в Луге: войска направлялись в распоряжение Временного правительства по требованию военного министра, но затем были неожиданно остановлены. Генерал Крымов предъявил боевой приказ № 128 от 28 августа, в котором сообщалось о несуществующем восстании большевиков в Петербурге и порядке захвата корпусом города. Генерал Крымов издал упомянутый приказ согласно указанию, полученному от генерала Корнилова. Как пишет Керенский: «Передав этот документ мне, генерал Крымов открыто и честно, бросив всякую игру в прятки, признал себя участником заговора». Из кабинета Керенского генерал Крымов вышел свободным. На другой день он застрелился.
Итоги мятежа
Войска вернулись к мартовской анархии. Шесть месяцев борьбы за восстановление боеспособности армии пошли прахом. Офицеры в глазах солдат стали «корниловцами»-реакционерами. Дисциплина исчезла. Мятеж Корнилова «затмил» предательство большевиков. В полках и на флоте большевистские организации взяли реванш за разгром после июльского восстания — захватили в свои руки Комитеты. 1 сентября в Гельсингфорсе на броненосце «Петропавловск» был учинён самосуд: четыре офицера — лейтенант Тизенко, мичманы Михайлов, Кондыба и Кандратьев были расстреляны. Одновременно с событиями на «Петропавловске» произошёл самосуд в Выборге: солдатами были арестованы, а затем утоплены три генерала и полковник по подозрению в содействии Корнилову. По всему фронту солдаты стали самовольно арестовывать командный состав, убивать офицеров. Самому Корнилову в Могилёве грозила жестокая расправа. Спешным образом организованные отряды солдат с разных сторон двигались на Ставку. Керенский понимал, что только генерал Алексеев мог принять командование из рук Корнилова.

30 августа утром, взяв с собой только В. В. Вырубова, я приехал в одну частную квартиру (генерала, тоже участника заговора), где генерал Алексеев остановился. Тогда он относился ко мне уже с нескрываемой ненавистью. Всегда замкнутый и сдержаный, он на этот раз не выдержал, потерял самообладание и начал просто кричать на меня, выливая всё накипевшее за полгода негодование и всю горечь за неудачу заговора в Ставке. Но мне он был нужен во что бы то ни стало. Поэтому я не останавливал его. И действительно, крик облегчил его душу и переломил в нём настроение. Когда он замолк, я спросил: «Ну, теперь, генерал, Вы согласны?». Он согласился принять должность, но только начальника Штаба Верховного главнокомандующего, настаивая на том, чтобы генерала Корнилова заменил лично я. Так и было сделано.

По мнению генерала Алексеева положение в армии после генерала Корнилова требовало полного сосредоточения власти в одних руках. Чрезвычайные обстоятельства возникли. Керенский по закону согласился «во имя скорейшего прекращения анархии в Ставке» временно пойти на слияние должности главы Временного правительства с должностью Верховного главнокомандующего. 2 сентября генерал Алексеев арестовал генерала Корнилова и его соучастников.

Такой мирный конец заговора сохранил в полной неприкосновенности весь сложный аппарат Главной квартиры (Ставки) — этого не только мозга, но и сердца армии.

По словам Керенского, восстановить в армии порядок стало задачей просто невозможной. Армию надо было поскорее распускать, демобилизовать. 12 сентября начальником штаба Верховного главнокомандующего был назначен генерал Духонин, а генералом-квартирмейстером генерал Дитерихс. Они срочно приступили к выработке плана коренной реорганизации армии с чрезвычайным сокращением её состава. После ареста генерала Корнилова и его соучастников, оставшиеся на свободе заговорщики организовали «оборонительную кампанию» в печати:

Смысл её заключается в утверждении, что никакого заговора не было, что между Корниловым и главой Временного правительства произошло «недоразумение», что никакого ультиматума генерал Корнилов не посылал, а Львов «всё напутал». Утверждалось даже, что через управляющего Военным министерством Савинкова я был «в соглашении» с генералом Корниловым. А затем «под давлением Советов» и по своему «малодушию» генерала «предал».

Это клеветническое измышление было немедленно подхвачено большевиками и сделалось в их руках тем динамитом, которым они буквально в несколько дней взорвали доверие «солдатской массы» к только, что восстановленной в стране власти. После разгрома большевиков в июле процесс становления новой государственности был сорван безумным мятёжом генерала Корнилова и с начала сентября Россия стремительно помчалась вспять к хаосу.

#### Керенский в октябре 1917 года

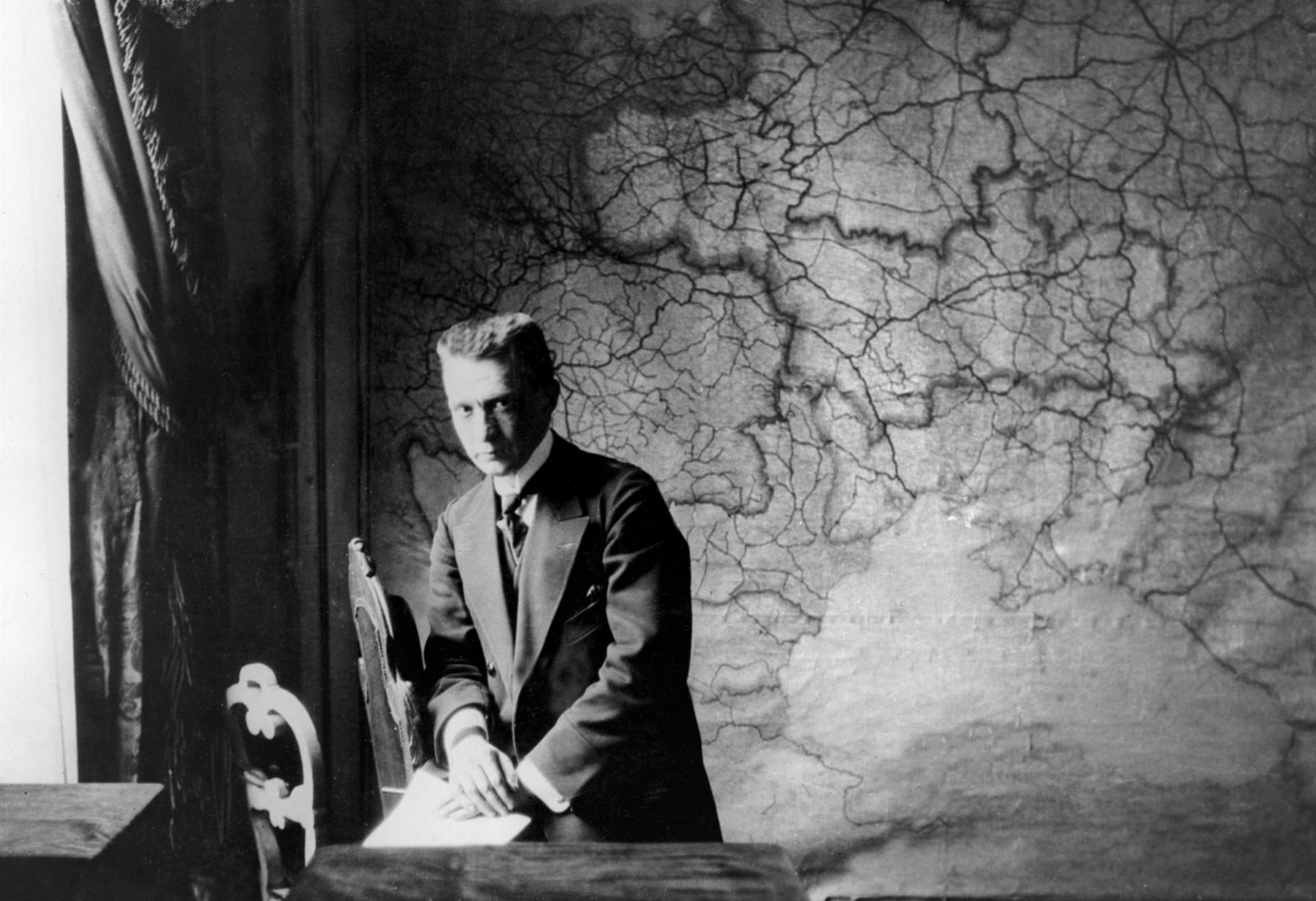
А. Керенский в сентябре 1917 г.

Керенский, став верховным главнокомандующим, полностью изменил структуру временного правительства, создав «Деловой кабинет» — Директорию. Таким образом, Керенский совмещал полномочия председателя правительства и верховного главнокомандующего.
Сконцентрировав в своих руках диктаторские полномочия, Керенский совершил очередной государственный переворот — распустил Государственную Думу, которая, собственно, и привела его к власти, и объявил о провозглашении России демократической республикой, не дожидаясь созыва Учредительного собрания.
Для обеспечения поддержки правительства пошёл на образование консультативного органа — Временного совета Российской республики (Предпарламента) 7 (20) октября 1917. Оценивая положение в Петрограде 24 октября как «состояние восстания», он потребовал от Предпарламента полной поддержки действий правительства. После принятия Предпарламентом уклончивой резолюции выехал из Петрограда для встречи войск, вызванных с фронта для поддержки его правительства.
По собственному выражению, Керенский оказался «между молотом корниловцев и наковальней большевиков»; популярная легенда приписывает генералу Корнилову обещание «повесить на первом столбе Ленина, а на втором Керенского».
Керенский не стал организовывать защиту Временного правительства от восстания большевиков, несмотря на то, что многие обращали на это внимание министра-председателя, в том числе и представители иностранных посольств. До последнего момента он неизменно отвечал, что у Временного правительства всё под контролем и войск в Петрограде достаточно для подавления восстания большевиков, которого он даже с нетерпением ждёт, чтобы окончательно с ними покончить. И только когда стало уже совершенно поздно, в 2 часа 20 мин. ночи на 25 октября (7 ноября) 1917 года была отправлена телеграмма генералу Духонину в Ставку об отправке в Петроград казачьих частей. Духонин в ответ спрашивал, почему же раньше не передали этой телеграммы, и несколько раз вызывал по прямому проводу Керенского, но тот не подходил. Позднее Керенский в эмиграции пробовал оправдываться, что, якобы, «в последние дни перед восстанием большевиков все приказы мои и штаба Петербургского военного округа о высылке с Северного фронта войск в Петроград саботировали на местах и в пути». Историк русской революции Мельгунов, С. П. на основании документов доказывает, что таких распоряжений не было.

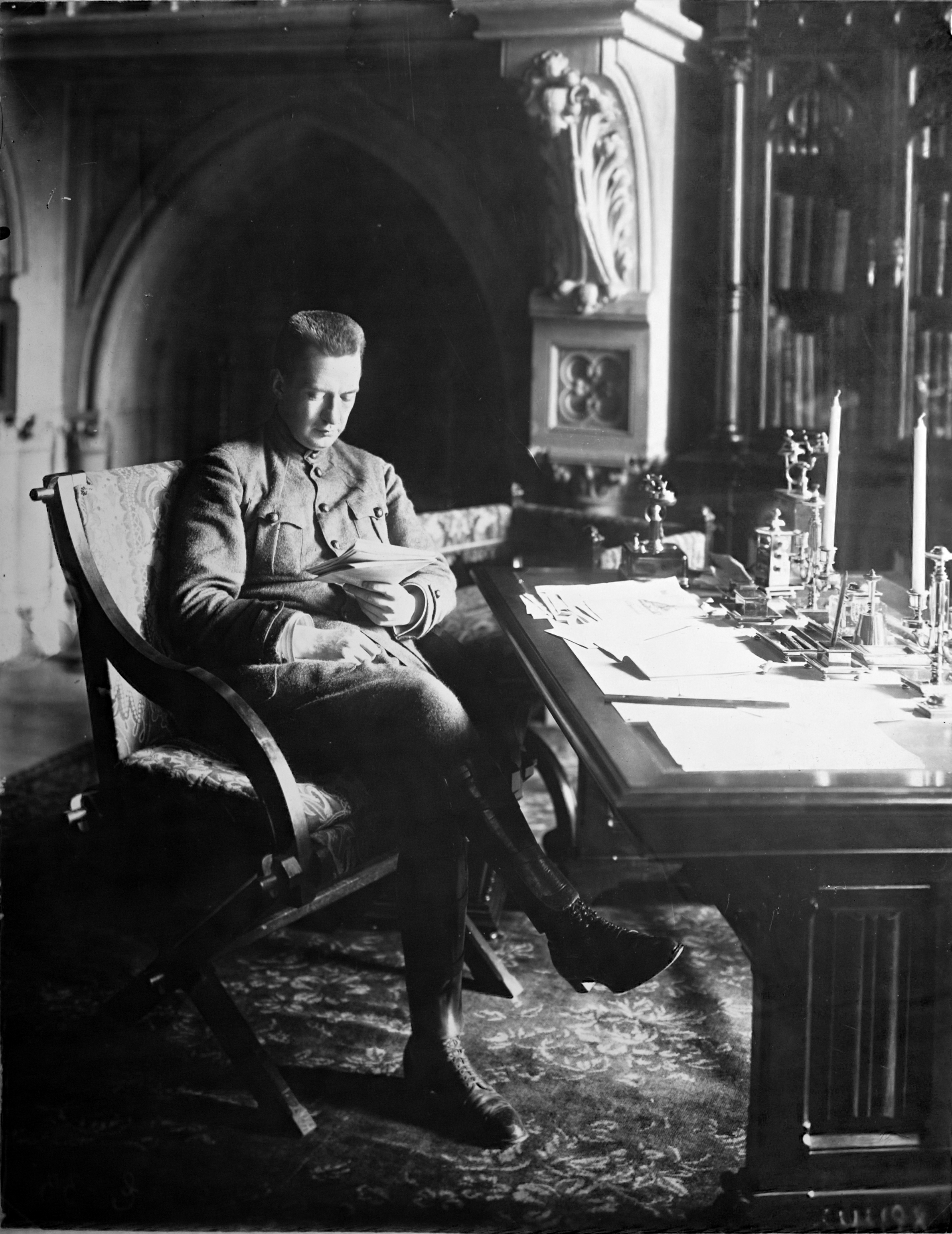
Керенский во второй половине 1917 г.

Вместе с тем к октябрю 1917 года практически не осталось достаточной военной силы, на которую Керенский смог бы опереться. Его действия во время корниловского выступления отталкивали от него армейское офицерство и казаков. Кроме того, во время борьбы с Корниловым Керенский вынужден обращаться к большевикам как к наиболее активным левым, тем самым только приближая события ноября 1917 года. Нерешительные попытки Керенского избавиться от наиболее ненадёжных частей Петроградского гарнизона привели только к тому, что они дрейфовали «влево» и переходили на сторону большевиков. Также на сторону большевиков постепенно перешли и части, присланные в Петроград с фронта в июле.
Распространена версия, что Керенский сбежал из Зимнего дворца, переодевшись медсестрой (другой вариант — горничной). Высказывались предположения, что эта версия создана большевистской пропагандой или народом. Впервые эту версию высказал брат начальника юнкерской школы, охранявшей Зимний дворец в октябре 1917 года. По воспоминаниям журналиста Г. Боровика, встречавшегося с Керенским в 1966-м, эта версия «жгла ему сердце и через 50 лет», и первой сказанной им при встрече фразой было: «Господин Боровик, ну скажите там в Москве — есть же у вас умные люди! Ну не бежал я из Зимнего дворца в женском платье!»
Сам Керенский утверждал, что уехал из Зимнего в своём обычном френче, на своей машине, в сопровождении предложенного ему американскими дипломатами автомобиля американского посла с американским же флагом. Встречные солдаты и красногвардейцы узнавали его и привычно отдавали честь.

Наверное, секунду спустя моего проезда ни один из них не мог себе объяснить, как это случилось, что он не только пропустил этого «контрреволюционера», «врага народа», но и отдал ему честь.

Керенский подчёркнуто и в определённых тонах искажает действительность в своих мемуарах: на самом деле его отъезд из Зимнего носил иной характер даже в мелочах. Так, Дэвид Фрэнсис, бывший американским послом в то время в России, в своей книге «Россия из окна американского посольства» пишет, что американский автомобиль был не «предложен» Керенскому, а захвачен его адъютантами. Также насильственно был присвоен и американский флаг. Секретарь американского посольства лишь подчинился неизбежному и ограничился протестом против использования флага США. (Имеются и противоположные свидетельства). В целом, Керенскому стоило больших усилий покинуть Петроград, так как все вокзалы уже контролировались Петроградским ВРК.
Поход отряда Краснова — Керенского на Петроград успеха не имел. После ряда боёв казаки Краснова 31 октября в Гатчине заключили перемирие с советскими войсками. 3-й конный корпус генерала Краснова не проявил особого желания защищать Керенского, в то время как большевики развили бурную деятельность по организации обороны Петрограда. Прибывший для переговоров Дыбенко в шутку предложил казакам 3-го корпуса «поменять Керенского на Ленина», «хотите — ухо на ухо обменяем». Согласно воспоминаниям генерала Краснова, казаки после переговоров явно начали склоняться к тому, чтобы выдать Керенского, и он бежал из Гатчинского дворца, переодевшись в костюм матроса.
Находившийся в Петрограде с августа по ноябрь 1917 и встречавшийся с Керенским агент британской секретной службы «Сомервиль» (писатель Сомерсет Моэм) дал ему такую характеристику:

Положение России ухудшалось с каждым днём, … а он убирал всех министров, чуть только замечал в них способности, грозящие подорвать его собственный престиж. Он произносил речи. Он произносил нескончаемые речи. Возникла угроза немецкого нападения на Петроград. Керенский произносил речи. Нехватка продовольствия становилась всё серьёзнее, приближалась зима, топлива не было. Керенский произносил речи. За кулисами активно действовали большевики, Ленин скрывался в Петрограде… Он произносил речи.

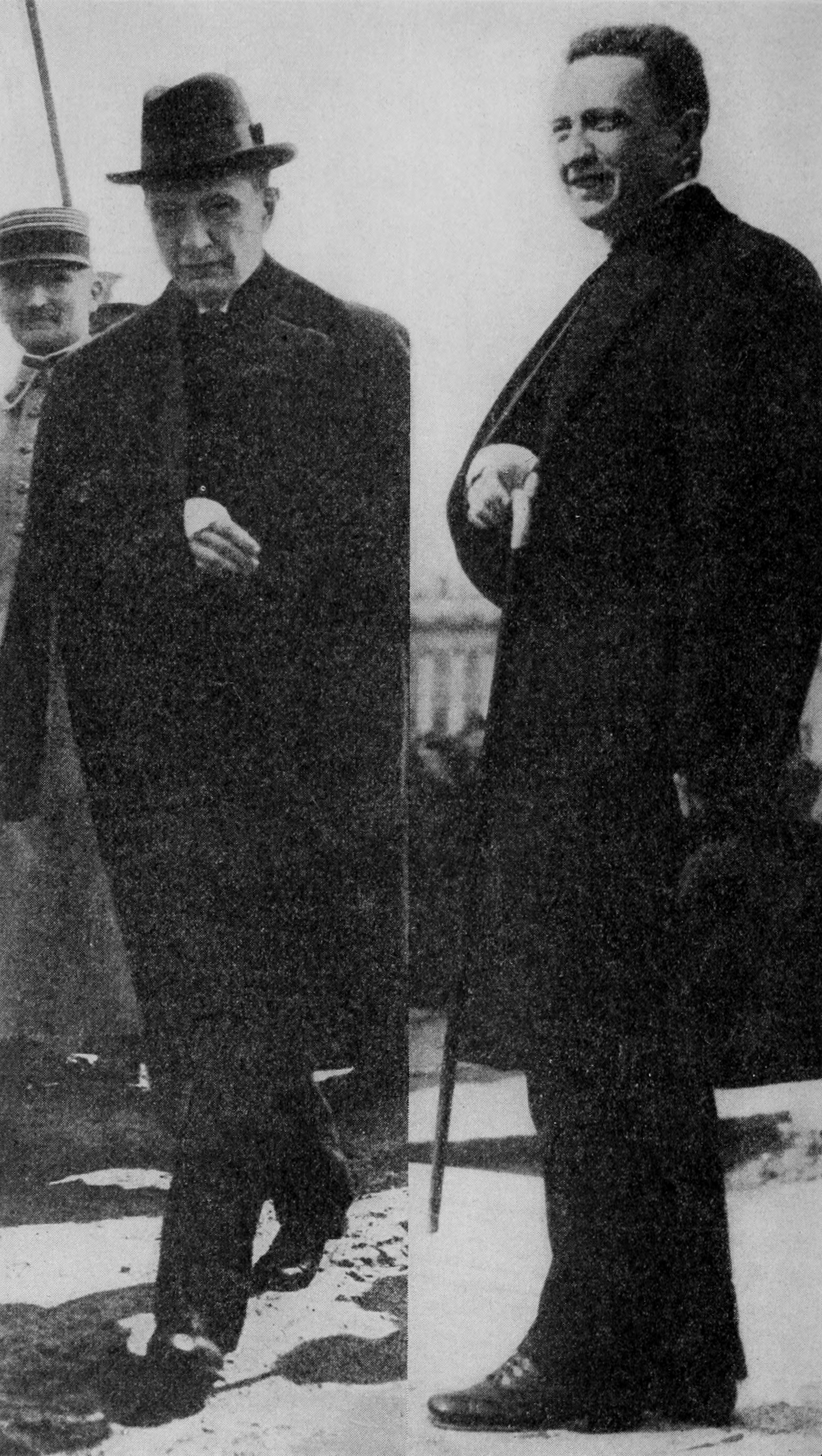
В левой части фотомонтажа: Отъезд Керенского в эмиграцию в 1918 г.

Один из деятелей кадетской партии Иван Куторга в своей книге «Ораторы и массы» так характеризует Керенского:

…Керенский был подлинным олицетворением Февраля со всем его подъёмом, порывом, добрыми намерениями, со всей его обречённостью и частой политической детской нелепостью и государственной преступностью. Ненависть лично к Керенскому объясняется, по-моему, не только его бесспорно огромными политическими ошибками, не только тем, что «керенщина» (слово, ставшее употребительным на всех европейских языках) не сумела оказать серьёзного сопротивления большевизму, а, наоборот, расчистила ему почву, но и другими, более широкими и общими причинами".

### После захвата власти большевиками
В 20-х числах ноября Керенский явился в Новочеркасск к генералу А. М. Каледину, но не был им принят. Конец 1917 года провёл в скитаниях по отдалённым селениям под Петроградом и Новгородом (около 40 дней прожил на даче в Сиверской).
В начале января 1918 года он тайно появился в Петрограде, желая выступить на Учредительном Собрании, но в эсеровском руководстве это, очевидно, сочли нецелесообразным и запретили Керенскому выступать. Эсер Зензинов сказал: «Если ты появишься в собрании, всем нам будет конец». После разгона большевиками Учредительного Собрания февраль и начало марта Керенский провёл в Финляндии, в окрестностях Або. 9 (22) января 1918 года было опубликовано постановление Совнаркома от 4 (17) января 1918 «О конфискации сумм, находящихся в банках на текущих счетах А. Ф. Керенского»: в Государственном банке — 1 157 714 руб., в Международном коммерческом — 317 020 руб. В постановлении Совнарком обращался ко всем, «кто мог бы дать указания относительно источника этих сумм, их назначения и т. п., с просьбой дать об этом исчерпывающие сведения».
9 марта 1918 года Керенский вновь приехал в Петроград, где работал над своей книгой «Дело Корнилова». Так как после переезда большевистского правительства в Москву Петроград, по словам Керенского, «стал пустым и политически мёртвым городом», он принял решение переехать в Москву, что и сделал в начале мая. В Москве Керенский общался с Екатериной Брешко-Брешковской и другими противниками советской власти, установил контакт с «Союзом возрождения России». Когда началось выступление Чехословацкого корпуса, «Союз возрождения» предложил ему пробраться за границу для переговоров об организации военной интервенции в Советскую Россию. По свидетельству Керенского, его «задача заключалась в том, чтобы добиться немедленной военной помощи союзников для того, чтобы восстановить русский фронт и тем обеспечить России место в будущих мирных переговорах» после победы над Германией.

### Жизнь в эмиграции

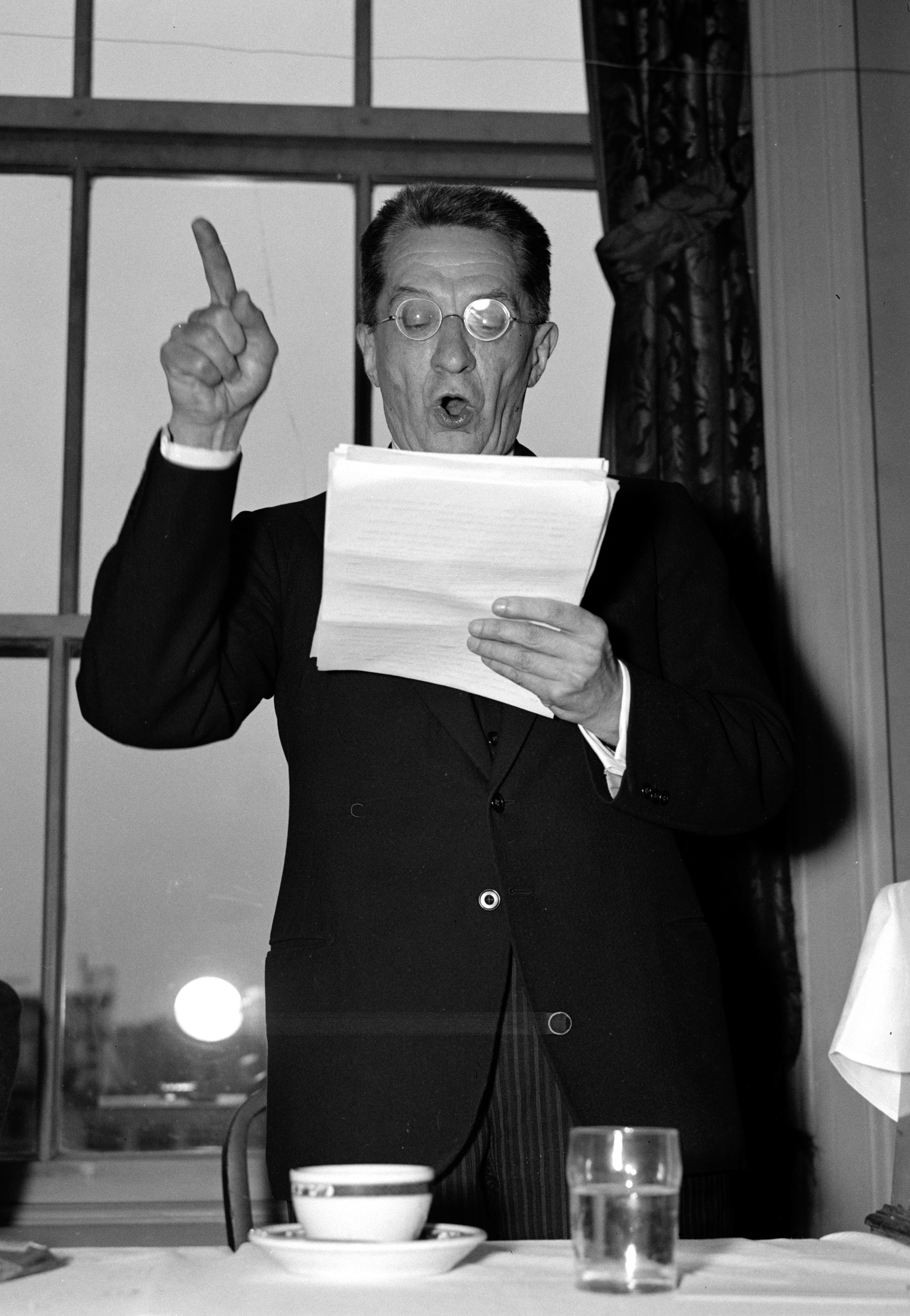
1938

В июне 1918 года Керенский, предъявив советским пограничникам документы на имя сербского офицера (которыми его снабдил глава репатриационной комиссии полковник Комненович), в сопровождении Сиднея Рейли из Мурманска выехал за пределы бывшей Российской империи. Прибыв в Лондон, он встретился с британским премьер-министром Ллойд Джорджем и выступил на конференции Лейбористской партии. После этого он отправился в Париж, где пробыл несколько недель. Керенский пытался добиться поддержки со стороны Антанты для Уфимской директории, в которой преобладали эсеры. После переворота в Омске в ноябре 1918 года, в ходе которого директория была свергнута и установлена диктатура Колчака, Керенский агитировал в Лондоне и Париже против омского правительства. Жил во Франции.
По сообщению испанской газеты «El Imparcial», в феврале 1920 года Керенский был ненадолго арестован в Баку. Он отправился на Кавказ на английском корабле, чтобы обратиться за поддержкой российского населения к российской демократической партии, но его арестовали.
В августе 1920 года, находясь в Париже, Керенский дал подробные разъяснения обстоятельств ареста царской семьи и расследования Временным правительством её деятельности в период войны.
В Париже Керенский продолжал активную политическую деятельность. В 1922—1932 годах он редактировал газету «Дни», выступал с резкими антисоветскими лекциями, призывал Западную Европу к крестовому походу против Советской России.

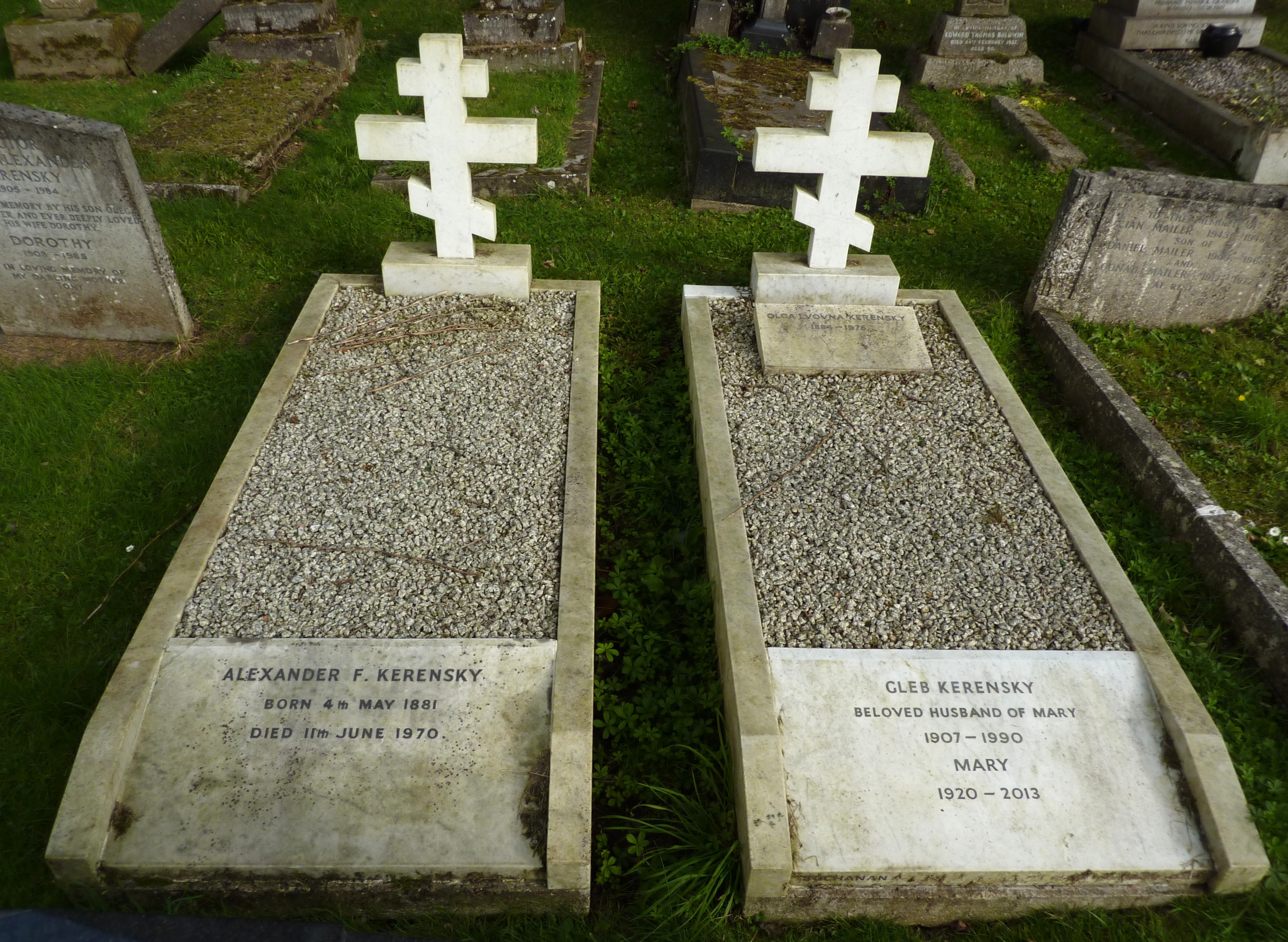
Могила Керенского в Лондоне

В 1939 году женился на бывшей австралийской журналистке Лидии Триттон. Когда Гитлер в 1940 году оккупировал Францию, он уехал в США.
Когда в 1945 году неизлечимо заболела жена, он поехал к ней в Брисбен в Австралию, и жил с её семьёй до её смерти в феврале 1946 года, после чего вернулся в США и осел в Нью-Йорке, хотя также много времени проводил в Стэнфордском университете в Калифорнии, где был ведущим экспертом Гуверовского института войны, революции и мира. Там он внёс значительный вклад в архив по русской истории и учил студентов.
Автор мемуаров, исторических исследований и документальных публикаций по истории русской революции.
В 1942—1944 гг. написал неоконченную книгу «История России», охватывающую период с IX в. по март 1918 г. включительно. По заключению доктора исторических наук, профессора Г. Н. Новикова, подготовившего её первую и до настоящего времени единственную публикацию (Иркутск, 1996. 504 с.), «История России» А. Ф. Керенского — это не труд профессионального историка, а прежде всего размышления политического деятеля — эмигранта о судьбе своего Отечества от его истоков до установления большевистской диктатуры. Это книга о мировой судьбе России". (Там же, с. 7).
В 1964 году в Нью-Йорке сотрудник Русской секции «Радио Канада» Александр Андреевич Ливен записал полуторачасовое интервью с Керенским. Интервью транслировалось на коротких волнах во второй раз в 1967 году, когда в Монреале проходила выставка Экспо-67, а в СССР с размахом готовились отметить 50-летие Октябрьской революции. Это самое длинное из сохранившихся радиоинтервью Керенского, в нём экс-премьер Временного правительства подробно вспоминает о своём бегстве из Петрограда накануне захвата власти большевиками в октябре 1917 года. Фамилию Керенского при молчаливом согласии собеседника интервьюер называет с ударением на втором слоге.
В 1968 году Керенский попытался получить разрешение на приезд в СССР. Благоприятное разрешение этого вопроса зависело от выполнения им ряда политических условий, и об этом прямо указывалось в проекте документа, представленном работниками аппарата ЦК КПСС 13 августа 1968 года. В документе говорилось: «… получить его (Керенского) заявление: о признании закономерности социалистической революции; правильности политики правительства СССР; признании успехов советского народа, достигнутых за 50 лет существования советского государства». По воспоминаниям священника Русской православной патриархальной[уточнить] церкви в Лондоне А. П. Беликова, через которого и начались эти переговоры, «Керенский признал, что те события, которые произошли в октябре 1917 года, являются логическим завершением общественного развития России. Он нисколько не сожалеет, что произошло именно так, как было и к чему это привело спустя 50 лет». По неясным причинам приезд Керенского в Москву был неожиданно снят с обсуждения (вероятно, из-за ввода войск в Чехословакию).
В декабре 1968 года Центр гуманитарных исследований Техасского университета в Остине приобрёл архив Керенского с согласия владельца у его сына Олега и личного секретаря Е. И. Ивановой, по их сообщению, «для получения средств на лечение и уход за больным А. Ф. Керенским». Архив был оценён в 100 тыс. долларов с выплатой по 20 тысяч долларов в год в течение пяти лет.
Керенский тяжело заболел. Решив никому не быть в тягость, он отказался от приёма пищи. Врачи нью-йоркской клиники вводили питательный раствор через капельницу, Керенский вырывал иглу из вены. Такая борьба продолжалась два с половиной месяца. В определённом смысле смерть Керенского можно считать самоубийством. Умер 11 июня 1970 года в нью-йоркской больнице St. Luke’s от aтеросклероза, после падения, повлёкшего переломы локтя и шейки бедра, а также вывих плеча. Местные русская и сербская православные церкви отказались отпевать его, сочтя виновником падения монархии в России. Тело было переправлено в Лондон, где проживал его сын, и похоронено на неконфессиональном кладбище Патни-Вейл.

## Члены семьи А. Ф. Керенского
- Отец Фёдор Михайлович Керенский (1838—1910), выпускник историко-филологического факультета Казанского университета, учитель словесности, главный инспектор народных училищ Туркестанского края с лета 1889 года.
- Мать Надежда Александровна (урождённая Адлер) (1854—1905), внучка богатого московского купца немецкого происхождения.
- Младший брат Фёдор Фёдорович Керенский (1883—1919), прокурор Ташкента с 1913 года, военный комиссар Туркестана (1917—1919). Убит красногвардейцами. Похоронен рядом с матерью в Ташкенте. Его вдова — Нина Алексеевна (в девичестве — Северина) вместе с дочерью эмигрировала через Крым в 1920 году.
- Старшая сестра Надежда Фёдоровна, в замужестве Сваричевская (1875—1911), жена главного архитектора Ташкента Георгия Михайловича Сваричевского.
- Средняя сестра Елена Фёдоровна Керенская (1877—1938), уроженка Казани, беспартийная, врач-хирург Шувалово-Озерковской амбулатории, проживала в Ленинграде, ул. Желябова, д. 5, кв. 64. Арестовывалась в 1922 году. Вторично арестована 5 марта 1935 года. Особым совещанием при НКВД СССР 9 марта 1935 года осуждена как «социально опасный элемент» на 5 лет ссылки. Отбывала срок в Оренбурге, врач-хирург Горздравотдела. Особым совещанием при НКВД СССР 16 мая 1935 года разрешено проживание в районе строительства Рыбинск-Углич. Арестована 5 июня 1937 года. Выездной сессией Военной коллегии Верховного суда СССР в Оренбурге 2 февраля 1938 года приговорена к расстрелу. Расстреляна в тот же день в Оренбурге.
- Младшая сестра Анна Фёдоровна, в замужестве Олферьева (1879—1946, Лондон), жена адъютанта Командующего войсками Туркестанского военного округа, затем чиновника Министерства Иностранных Дел Василия Васильевича Олферьева (1874—1944; эмигрировал в 1920 году); второй брак с Яковом Герасимовичем Багратуни. С 1920 г. — в эмиграции. Два сына: Павел Олферьев (1915—1983), военный, председатель Общекадетского объединения и Леон Багратуни (1920—1964), биохимик
- Первая жена (с 1904 года) — Ольга Львовна Керенская (в девичестве — Барановская, 1883—1975, Лондон), дочь русского генерала[64]. Внучка известного российского ученого-китаеведа, академика Василия Павловича Васильева (отец её матери, Марии Васильевны).
  -   Владимир Львович Барановский (1882—1931, брат Ольги Львовны) — генерал-майор, работал на военных кафедрах московских вузов. Репрессирован. Умер в лагере.
- Сыновья Олег Александрович и Глеб Александрович Керенские. Олег Александрович (1905—1984), инженер-мостостроитель. Под его руководством было спроектировано множество мостов в Великобритании и других странах мира, с его участием — знаменитый мост Харбор-Бридж в Сиднее и подвесной мост через пролив Босфор в Стамбуле. За выдающиеся заслуги Олег Керенский был удостоен титула Командора Британской империи. С середины 1980-х годов каждые два года на базе Британского Института Структурной Инженерии проводятся международные научные конференции — «Керенские чтения». Глеб Александрович (1907—1990) также трудился в качестве инженера-строителя, однако такой известности, как старший брат, не приобрел.
- внук — Олег Олегович Керенский (1930—1993) — писатель, публицист, балетный и театральный критик, автор книг «Мир балета» (1970), «Анна Павлова» (1973), «Новая британская драма» (1977). Был близким другом Рудольфа Нуреева. В 1981 году снялся в роли деда в американском фильме «Красные».
- Внук Степан (Стивен) Глебович Керенский[26].
- Вторая жена (с 1939 года) — Лидия (Тереза-Нелль) Триттон (1899—1946). Работала парижским корреспондентом ряда австралийских изданий. Помогала Александру Керенскому издавать во Франции публицистический журнал «Новая Россия». Умерла от тяжёлого онкологического заболевания. Похоронена в Австралии.

## Личность

### Внешность и характер
Александр Керенский запомнился современникам как крайне упрямый, волевой человек, имеющий чувство справедливости. Он умел чётко формулировать свои мысли, его называли одним из величайших ораторов. Хотя Керенский имел прекрасное образование, ему не хватало светских манер.
Керенский не отличался крепким здоровьем, в 1916 году у него была удалена почка, что для того времени было чрезвычайно опасной операцией. Однако это не помешало ему дожить до 89 лет, пережив практически всех своих политических противников.

### Религиозные взгляды и отношение к церкви
Керенский был социалистом, но, видимо, лояльно относился к православной церкви. А. Карташёв, который при Временном правительстве занимался религиозной политикой, в ноябре 1915 года привёл Керенского на заседание Петроградского религиозно-философского общества, где Керенский выступил с речью о необходимости реформирования церкви, так как «равенство, свобода и братство… проповедуют не только христианские мыслители, но мыслители социалистические».

## Факты
- 36-летний Керенский стал самым молодым немонархическим правителем России в истории. Также Керенский был самым долгоживущим правителем России (89 лет), пока 7 апреля 2020 года его рекорд не побил Михаил Горбачёв[66].
- «В честь» Керенского назвали деньги ке́ре́нки[67] и политическое понятие ке́ре́нщина, обозначавшее, по версии советского толкового словаря русского языка, изданного в 1935 году, «политику мелкобуржуазной революционной власти, прикрывающую своё соглашательство с крупной буржуазией громкими фразами»[68].
- В мае 1917 года Керенский как военный министр посетил фронт и получил от солдат и офицеров крест 4-й степени с гравировкой «От 8-го Заамурского погр. пех. полка», но передал его генералу А. А. Брусилову, поскольку не сражался на фронте. Другой крест (на красной ленте; 2-й степени) Керенский получил от Георгиевских кавалеров — делегатов 3-го Кавказского армейского корпуса; причём крест был чужим, его сдал в фонд обороны солдат Д. А. Виноградов. Оба креста сохранились. В конце мая 1917 года делегаты Сибирских стрелковых полков поднесли Керенскому Георгиевский крест 1-й степени[69].
- В 1917 году после провозглашения Первого Универсала Керенский прибыл в Киев на переговоры со сторонниками УНР, встретился с Михаилом Грушевским, посетил Мариинский дворец и здание Центральной Рады, где произнес: "Если Россия изжила себя, то ее распад должен начаться отсюда (из Киева)", на что деятель УНР Александр Шульгин пророчески ответил: "Помните, Александр Федорович, спасение России в ее децентрализации, и если она не будет вовремя децентрализована то она погибнет" [70] [71].

## Память
- В 2003 году решением Ульяновской Городской Думы А. Ф. Керенскому присвоено звание «Почётный гражданин города Ульяновска» (посмертно), которое является высшей наградой муниципального образования «Город Ульяновск»[72][73][74].
- На здании Гимназии № 1 (Ульяновск), где родился Александр Фёдорович Керенский, установлена мемориальная доска.

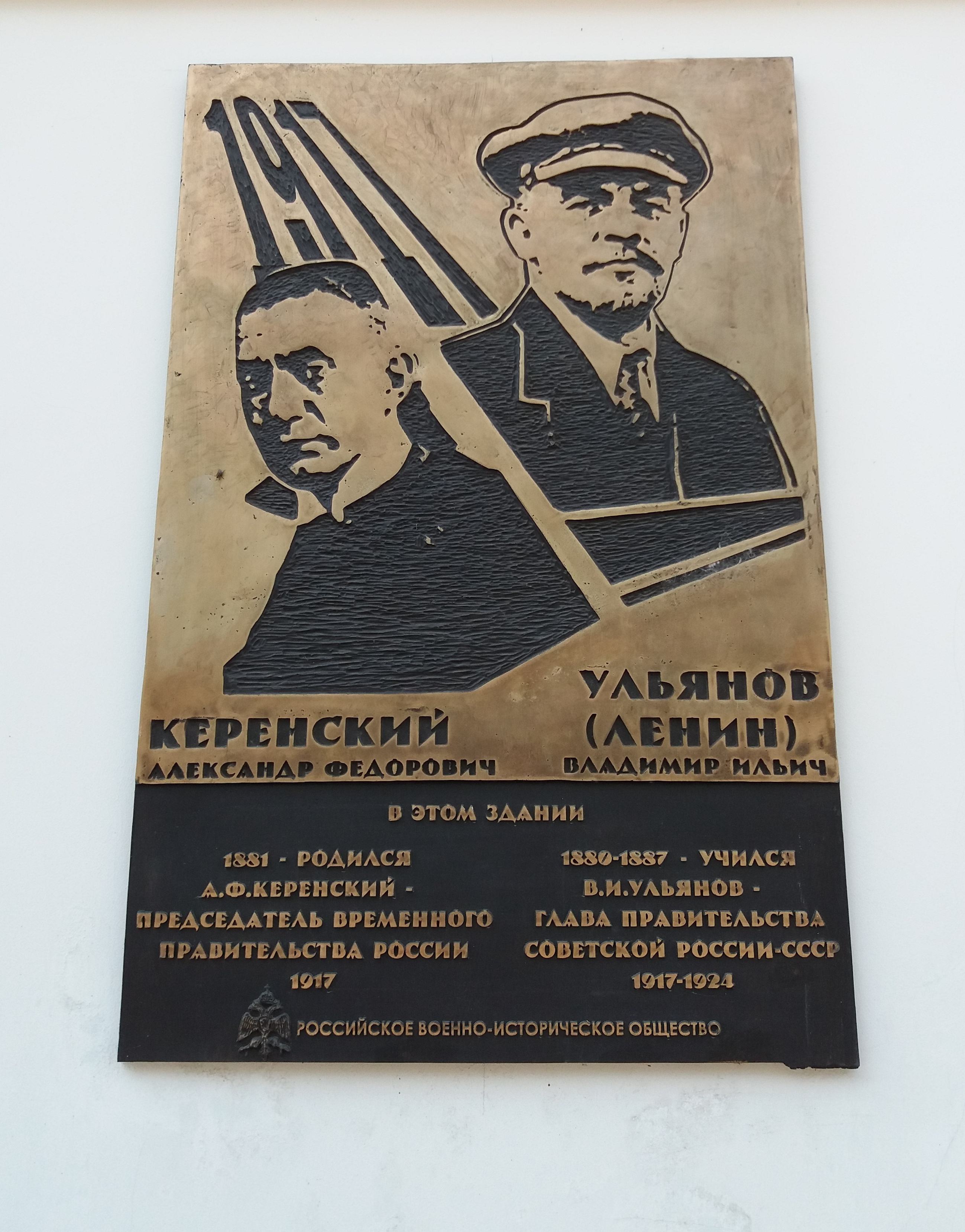
Мемориальная доска Керенскому и Ленину (Ульяновск).

## Киновоплощения
- Фрэнсис Чапин («Падение Романовых» The Fall of the Romanoffs, США, 1917)
- Генри Халл («Распутин, чёрный монах» Rasputin, the Black Monk, США, 1917)
- Х. Л. Свишер («Легион смерти» The Legion of Death, США, 1918)
- Николай Попов («Октябрь», 1927)
- Александр Ковалевский («Ленин в Октябре», 1937)
- Рюрик Ивнев («Великое зарево», 1938)
- Владимир Хомич («Балтийская слава», 1957)
- Ярослав Геляс («Правда», 1957)
- Сергей Курилов («В дни Октября», 1958)
- Сергей Юрский («Достигаев и другие», 1959)
- Никита Подгорный («Залп „Авроры“», 1965; «Синдикат-2», 1981)
- Михаил Волков («Семья Коцюбинских», 1970; «Крушение империи», 1970)
- Владимир Корецкий («Посланники вечности», 1970)
- Джон Макинери («Николай и Александра» Nicholas and Alexandra, США, 1971)
- Пер Голдшмидт («Ленин, твой подарок» Lenin, din gavtyv, Дания, 1972)
- Джим Нортон («Падение орлов», серия 12 «Секретная война» Fall of Eagles, episode 12 The Secret War, Великобритания, 1974)
- Игорь Дмитриев («Хождение по мукам», 1977)
- Олег Керенский («Красные» Reds, США, 1981)
- Богдан Ступка («Красные колокола. Фильм 2. Я видел рождение нового мира», 1983)
- Манфред Андре («Ленин. Поезд», 1988)
- Николай Кочегаров («Конь белый», 1993)
- Михаил Ефремов («Романовы. Венценосная семья», 2000)
- Дмитрий Щербина («Звезда империи», 2007)
- Виктор Вержбицкий («Адмиралъ», 2008)
- Алексей Шемес («Мустафа Шокай», 2008)
- Валерий Кухарешин («Багровый цвет снегопада», 2009)
- Сергей Угрюмов («Григорий Р.», 2014)
- Марат Башаров («Батальонъ», 2015)
- Денис Синявский («Троцкий», 2017)
- Сергей Куницкий («Крылья империи», 2017)

## Адреса в Петрограде
- 1914—1915 — Загородный пр., 23[75].
- 1916—1917 — доходный дом (Тверская улица, 29)[76].

## Сочинения
- Дело Корнилова. — М., 1918. — 194 с.
- Прелюдия большевизма (1919)
- Издалёка: Сб. статей (1920—1921 гг.). — Париж: Русское книгоиздательство Я. Поволоцкого и Ко, 1922
- Катастрофа (1927)
- Гибель свободы (1934)
- Керенский А.Ф. Россия на историческом повороте. Мемуары.. — М.: Республика, 1993. — 384 с. ISBN 5-250-01571-9

- История России : пер. с англ. И. Г. Грушина / Ред. д.и.н. Г. Н. Новиков. — Иркутск: Коммерческий центр «Журналист», 1996. — 504 с. ISBN 5- 87562-024-2.
- Керенский А. Ф. Русская революция. 1917. — М.: Центрполиграф, 2005. — 384 с.
- Керенский А. Ф. Трагедия дома Романовых. — М.: Центрполиграф, 2005. — 207 с.